# Biserica de lemn din Remecioara

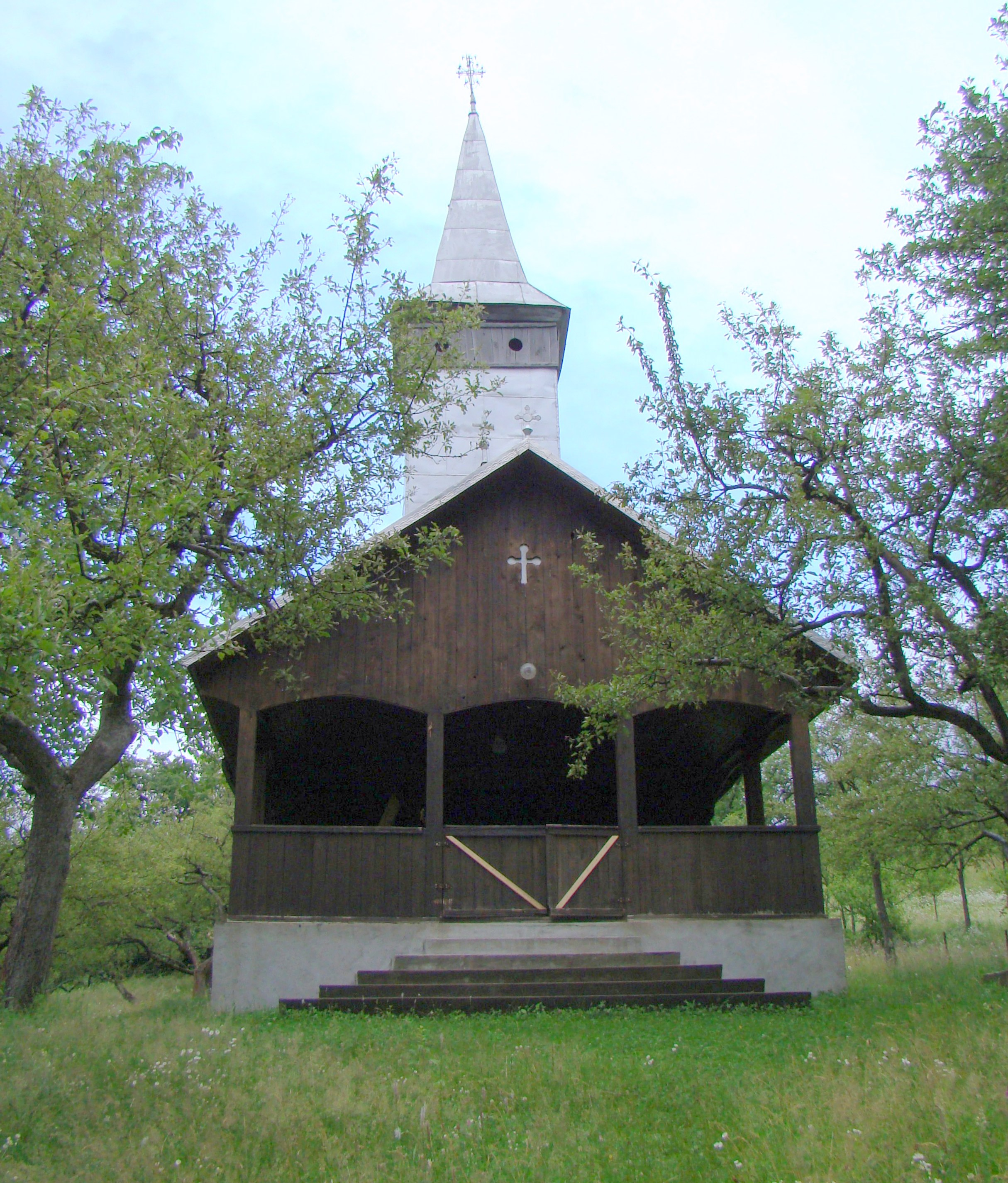
Biserica de lemn „Naşterea Preacuratei” din Remecioara, comuna Remetea Chioarului, județul Maramureș, foto: iunie 2009

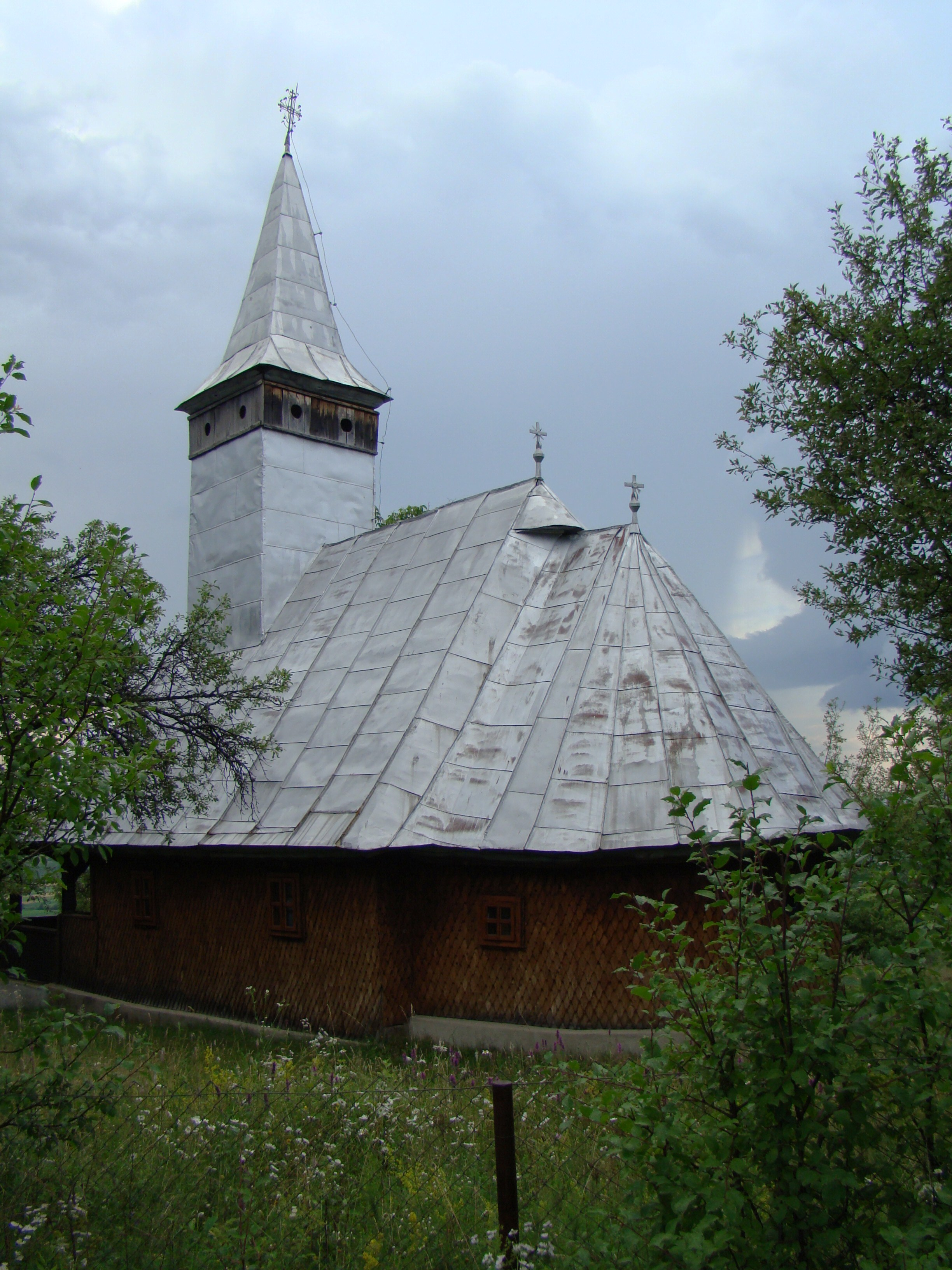
Biserica (sud-est)

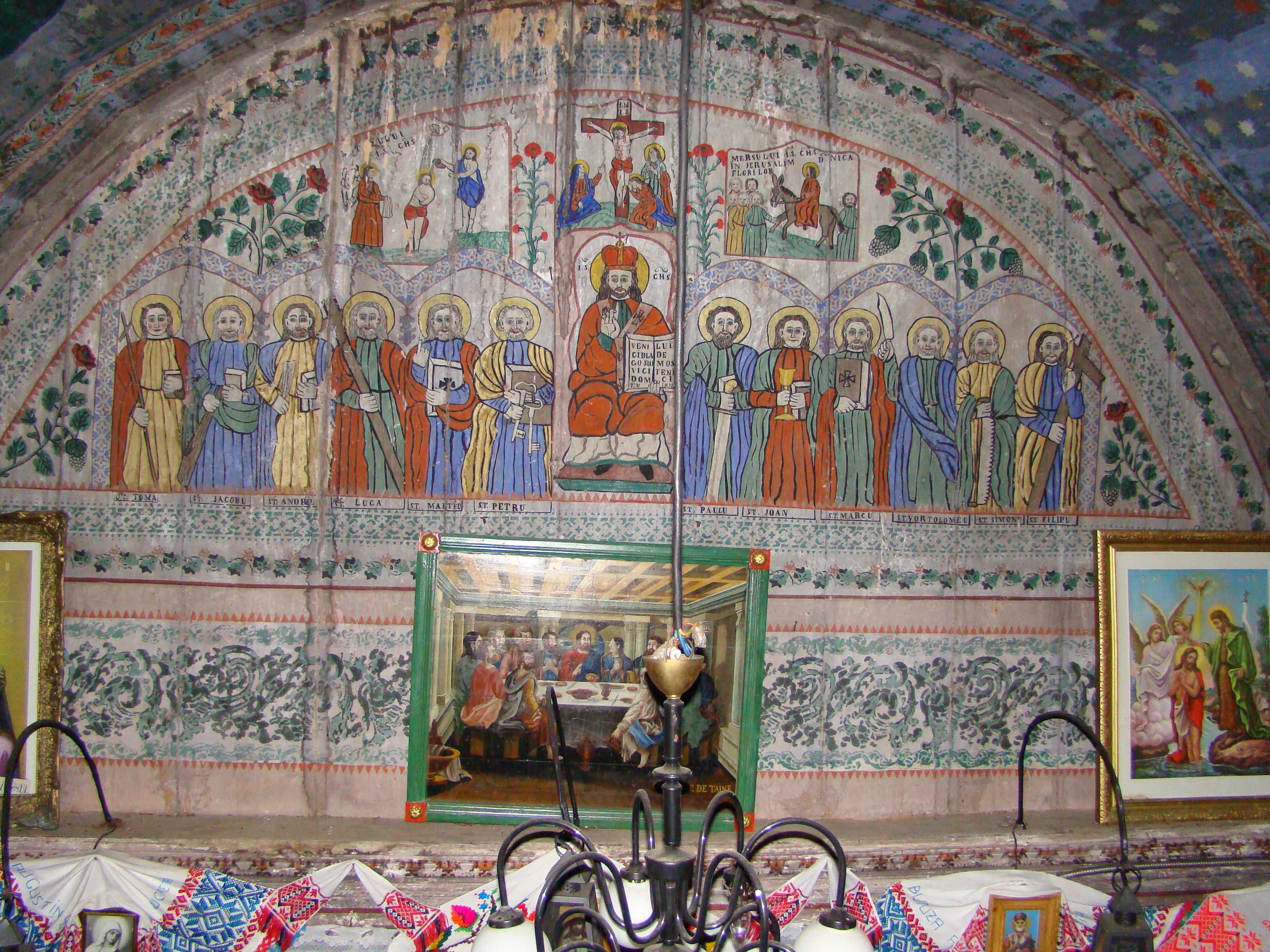
Tâmpla bisericii pictată de Petre Paul Weisz din Baia Mare în 1862

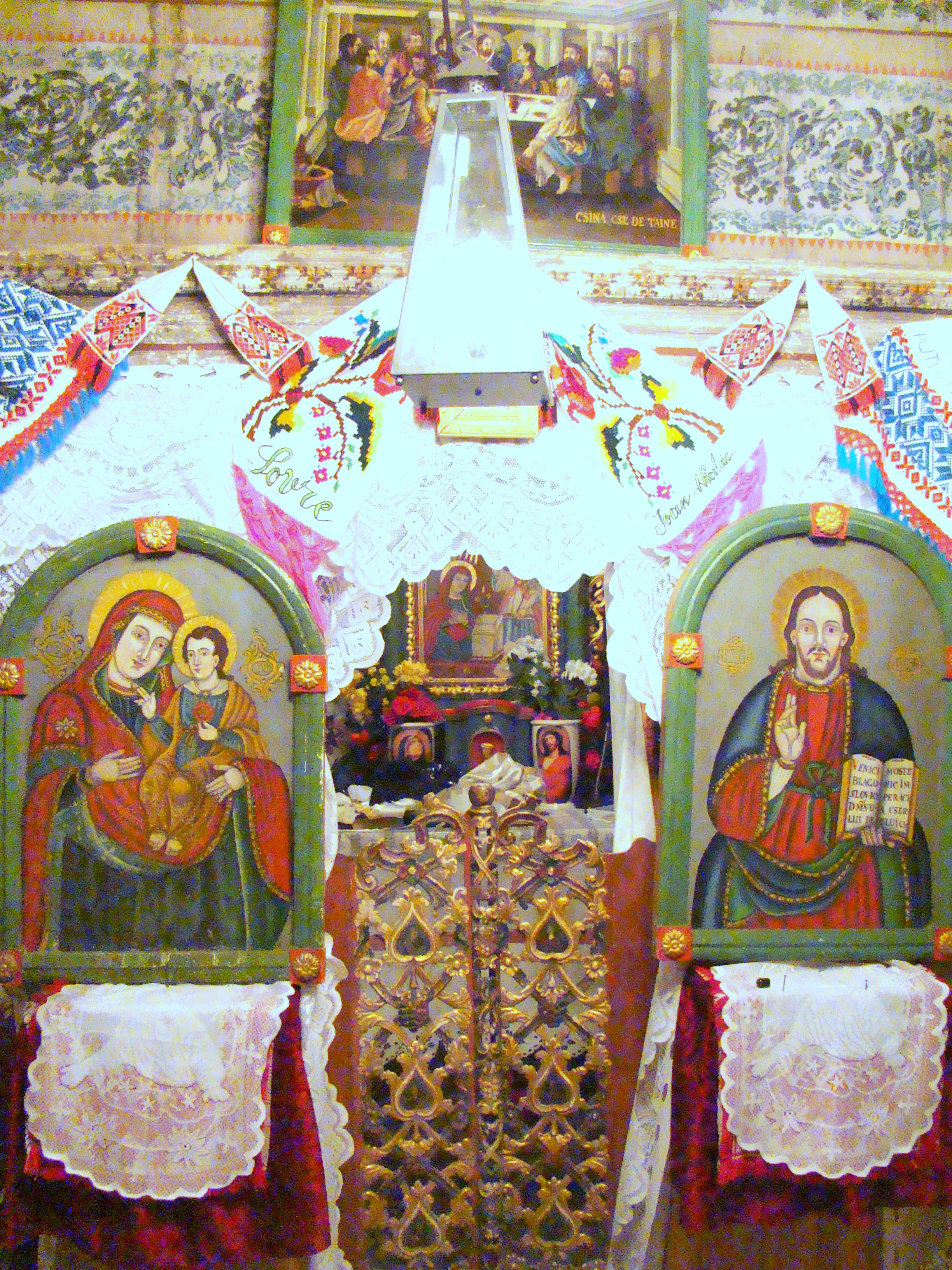
Icoanele și ușile Împărătești

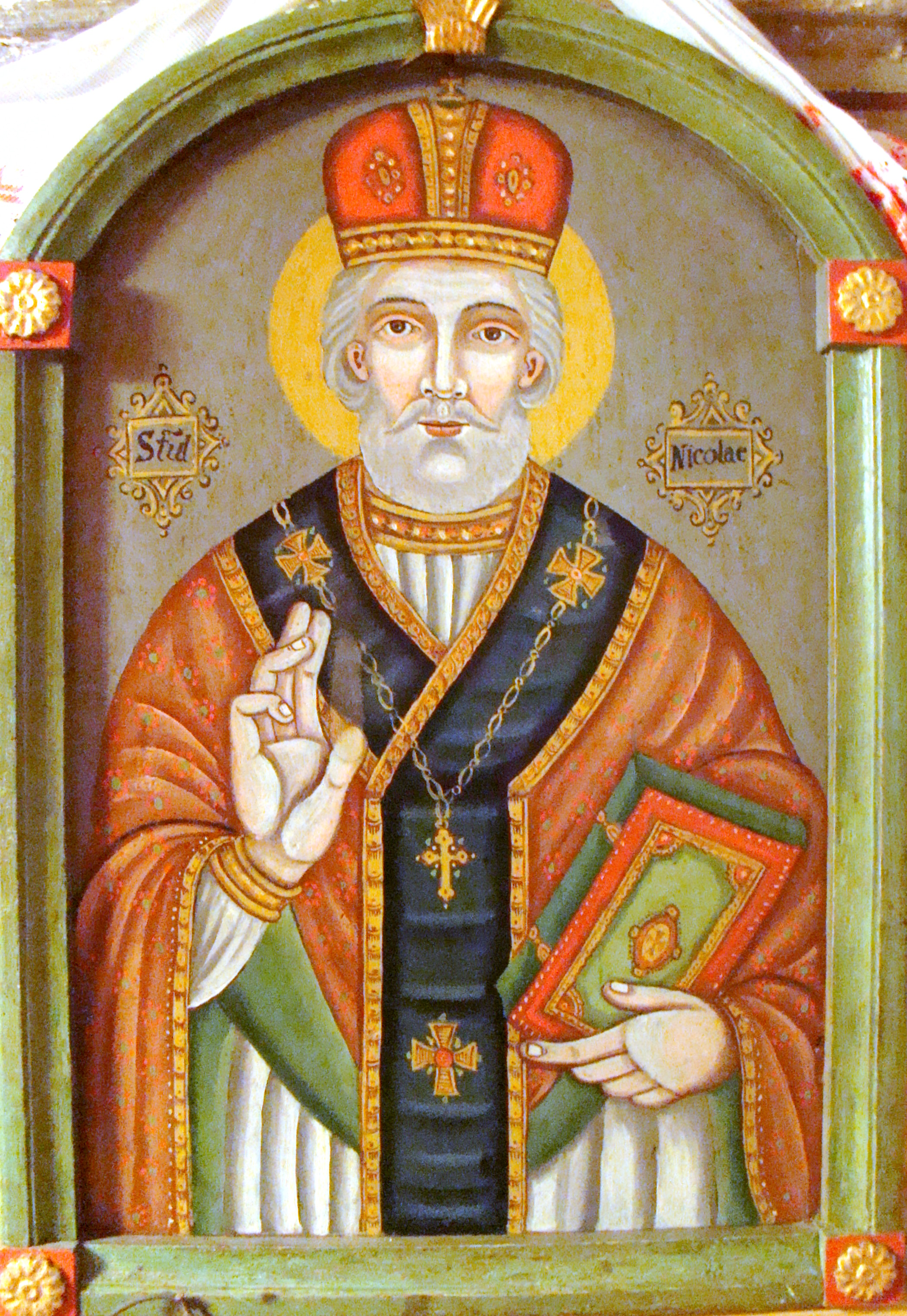
Icoană: Sfântul Nicolae

Biserica de lemn „Nașterea Preacuratei” din Remecioara, comuna Remetea Chioarului, județul Maramureș, a fost ridicată în secolul XIX (1850). Figurează pe lista monumentelor istorice, cod LMI MM-II-m-B-04612.

## Imagini din exterior

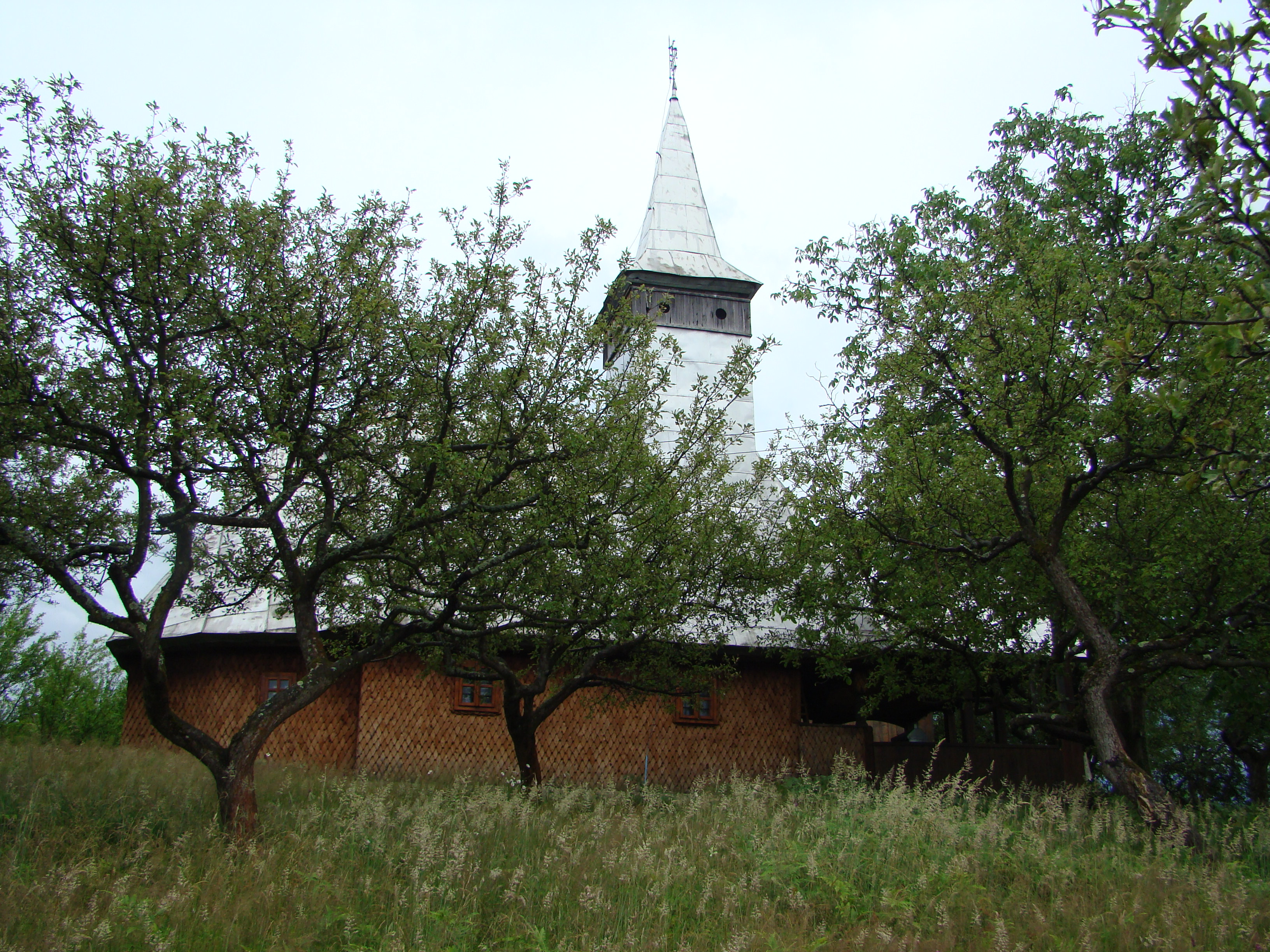
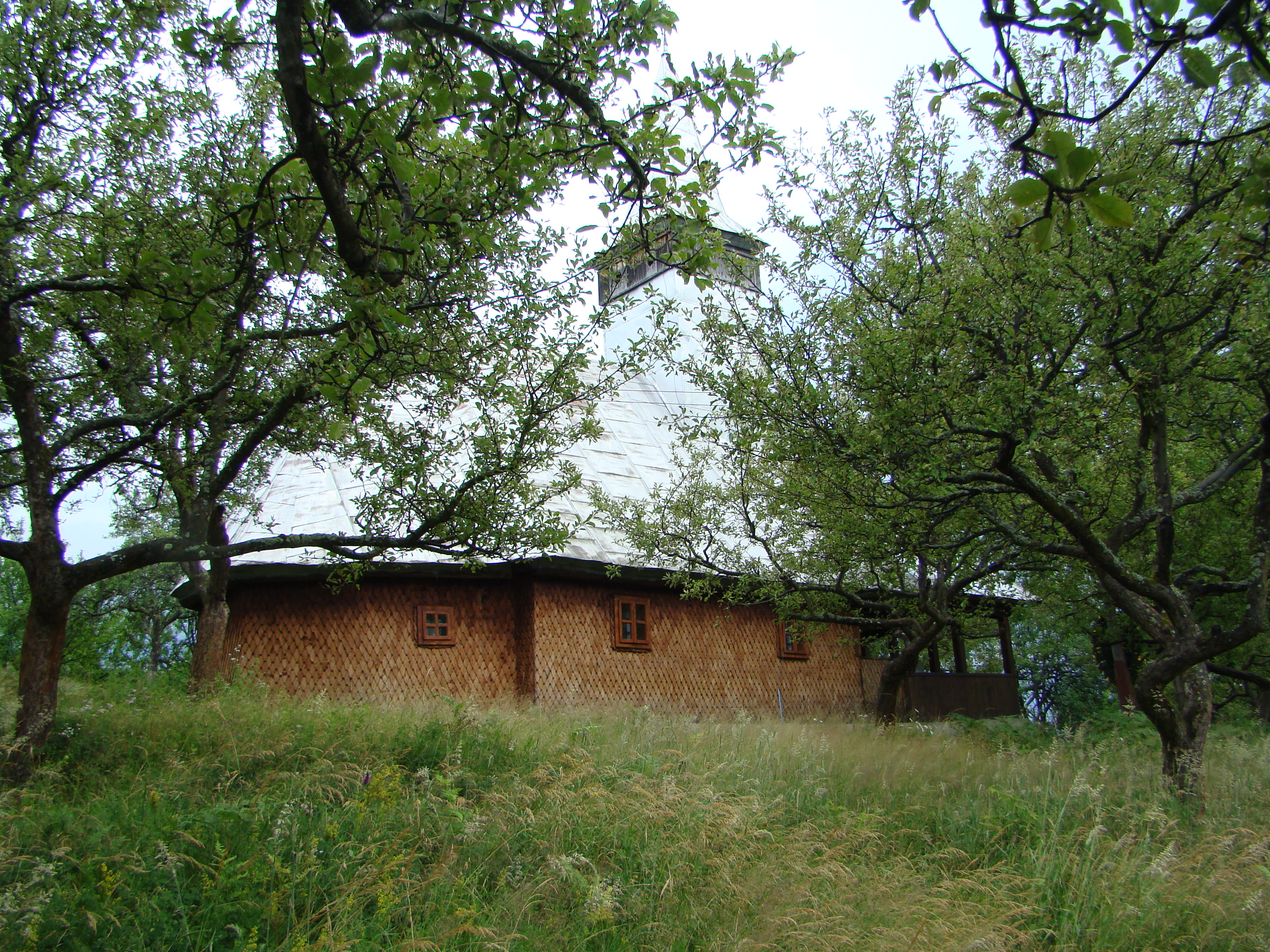
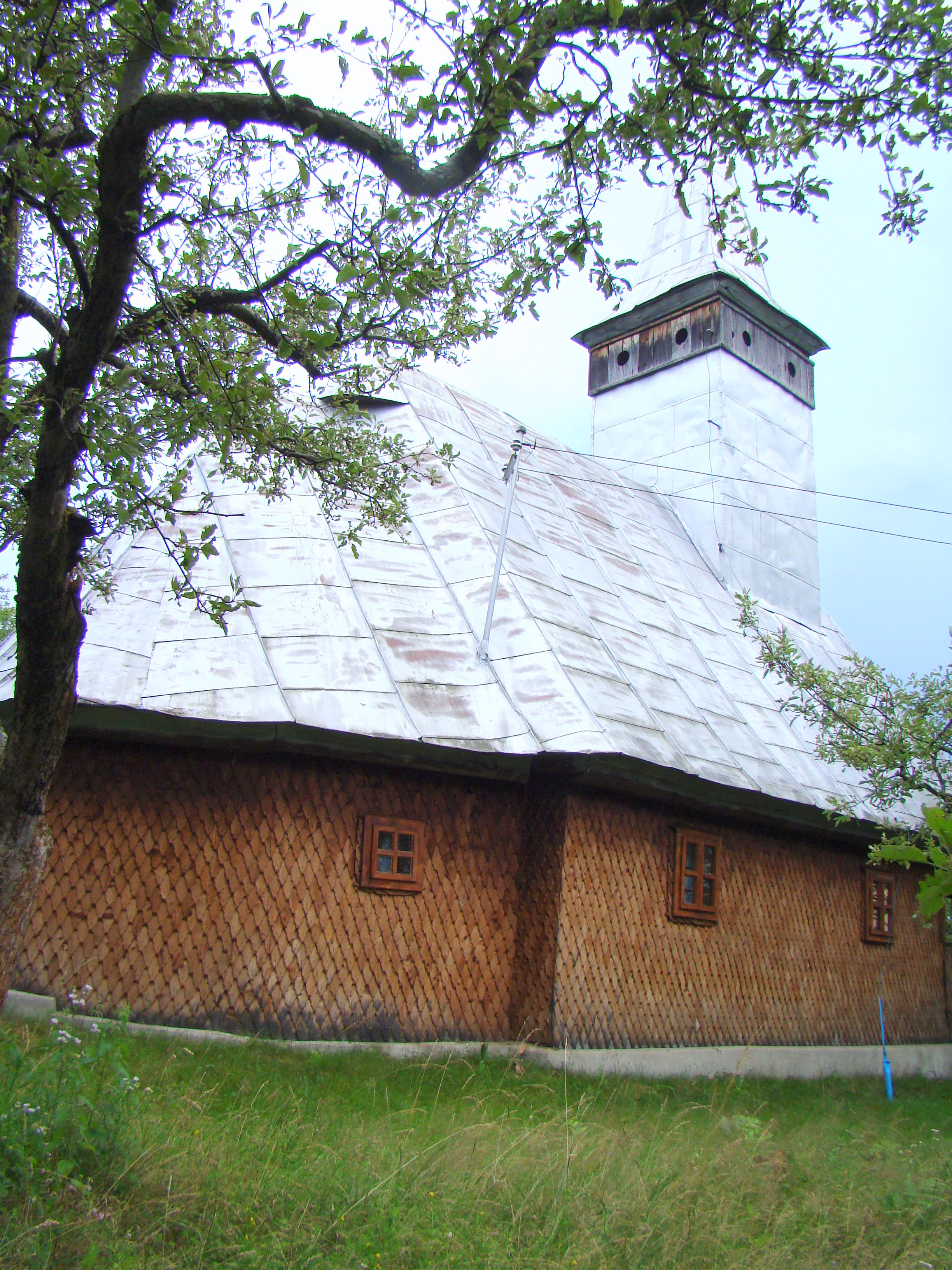
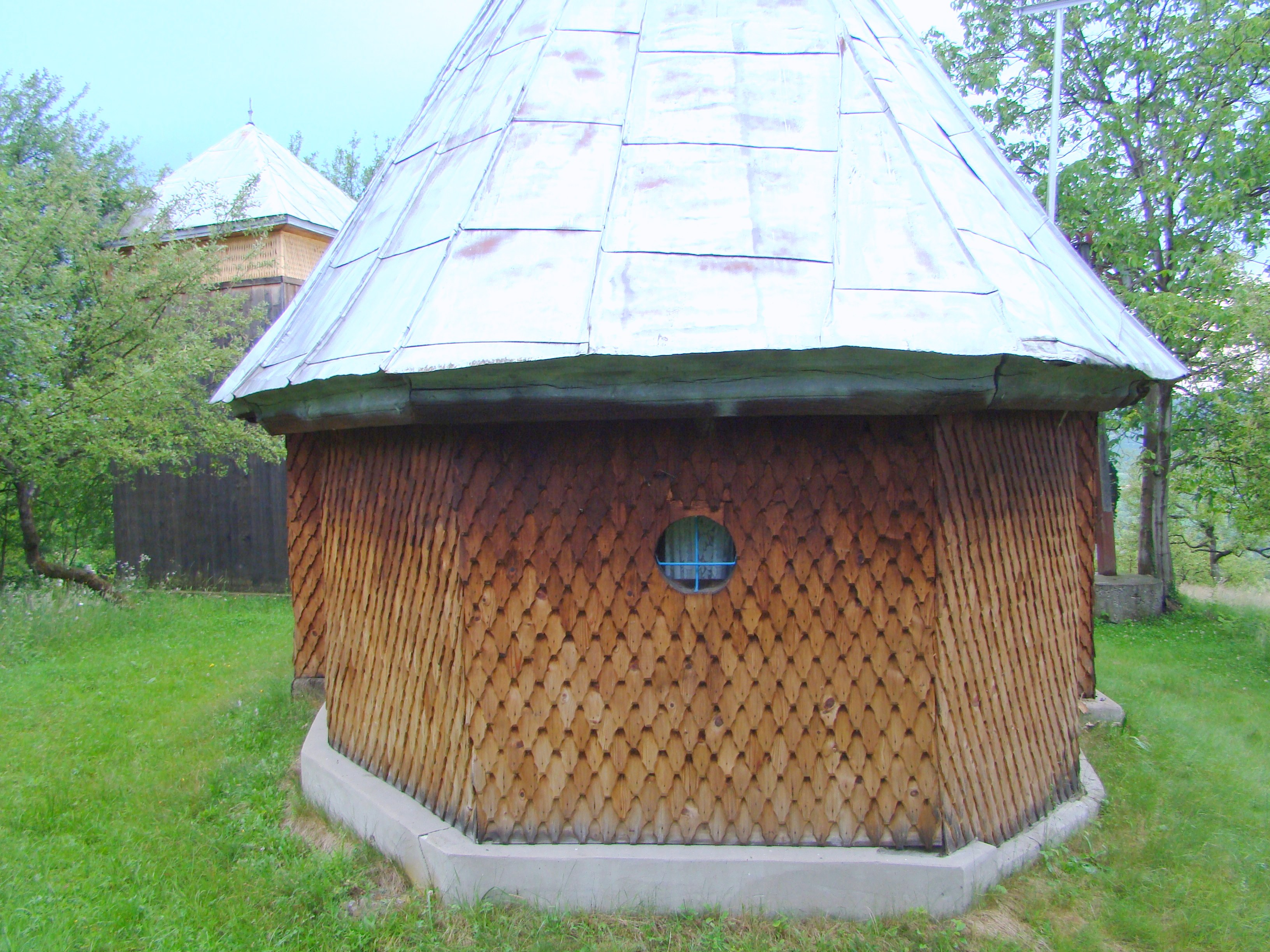
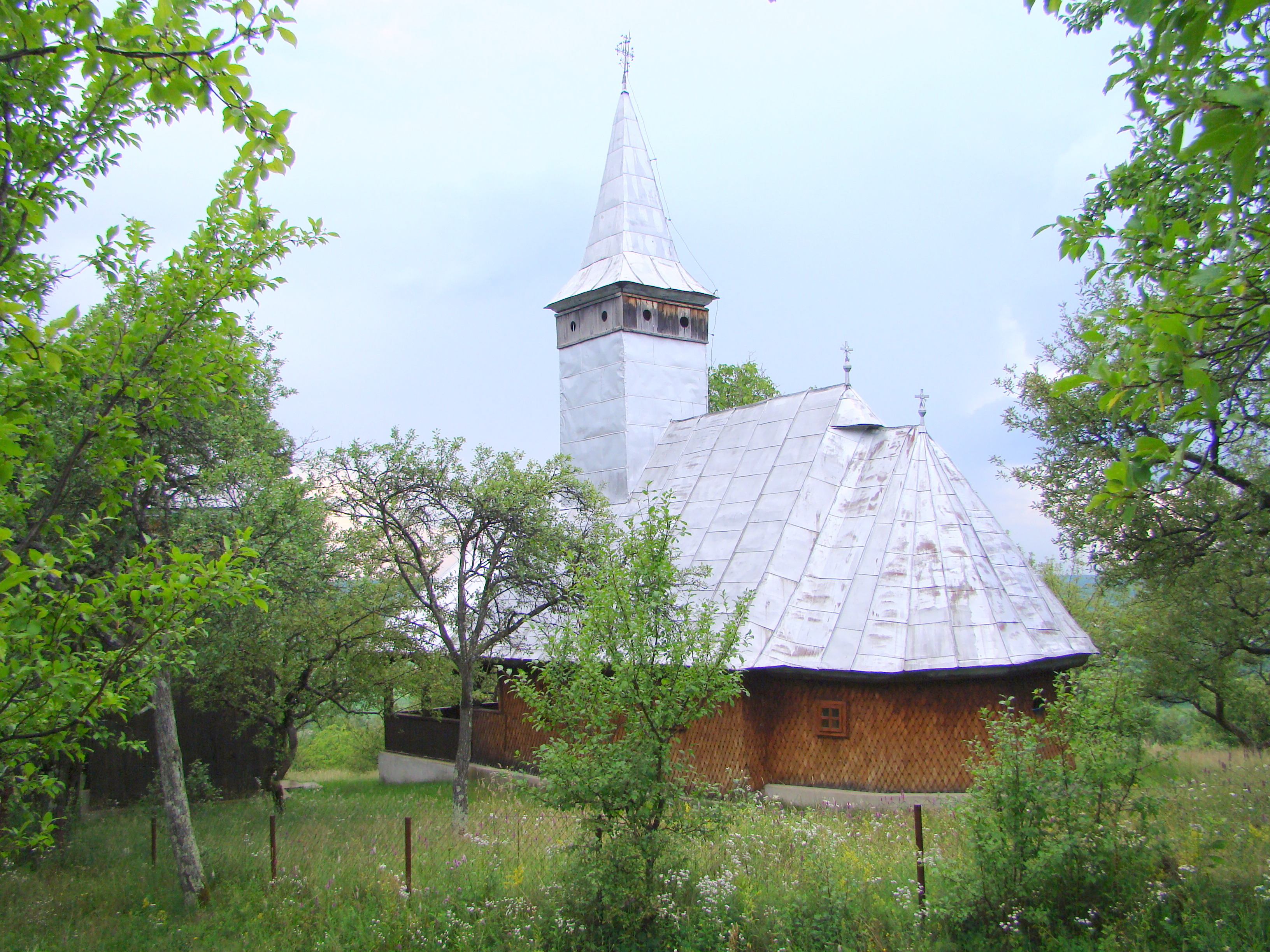
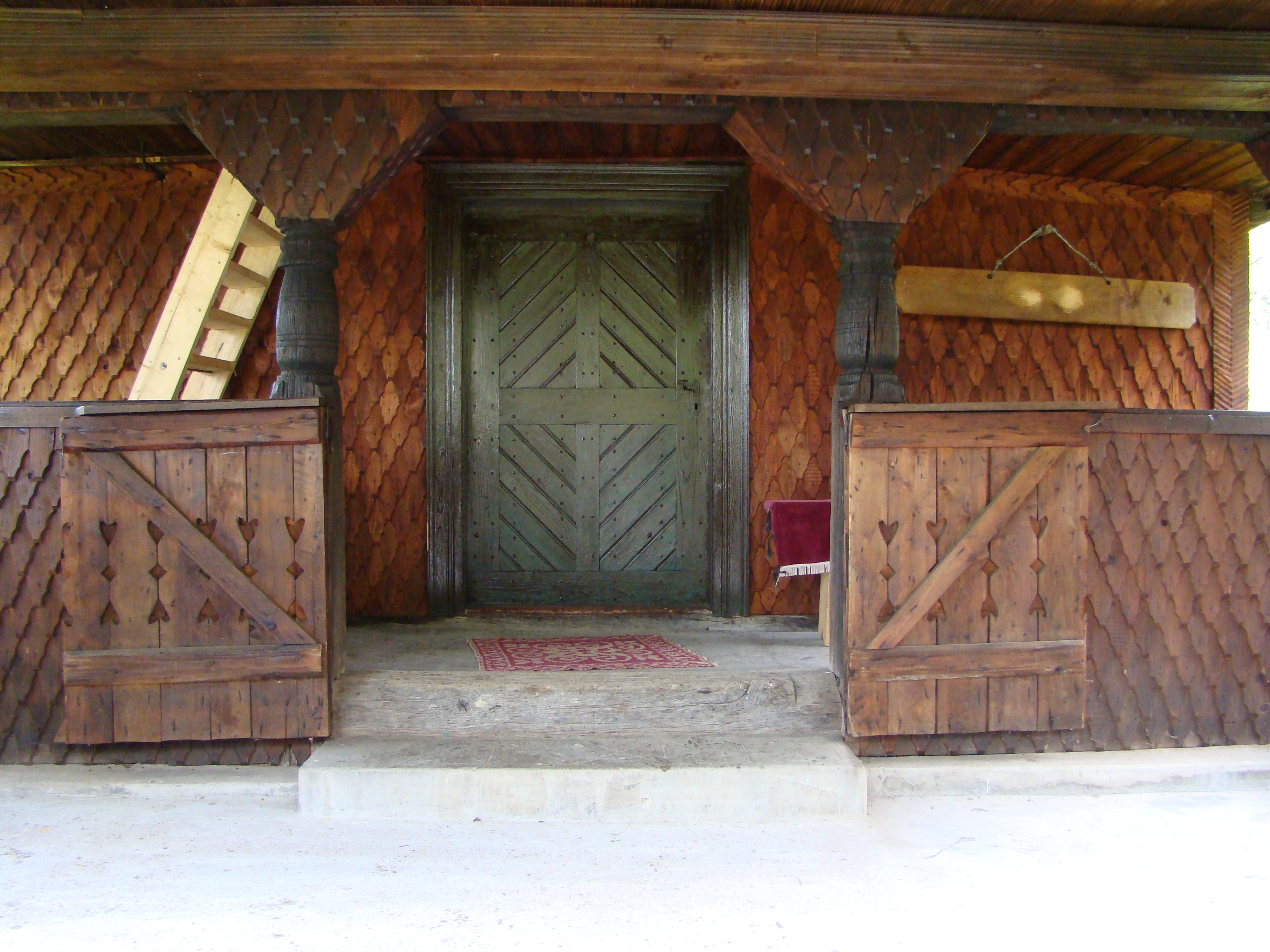
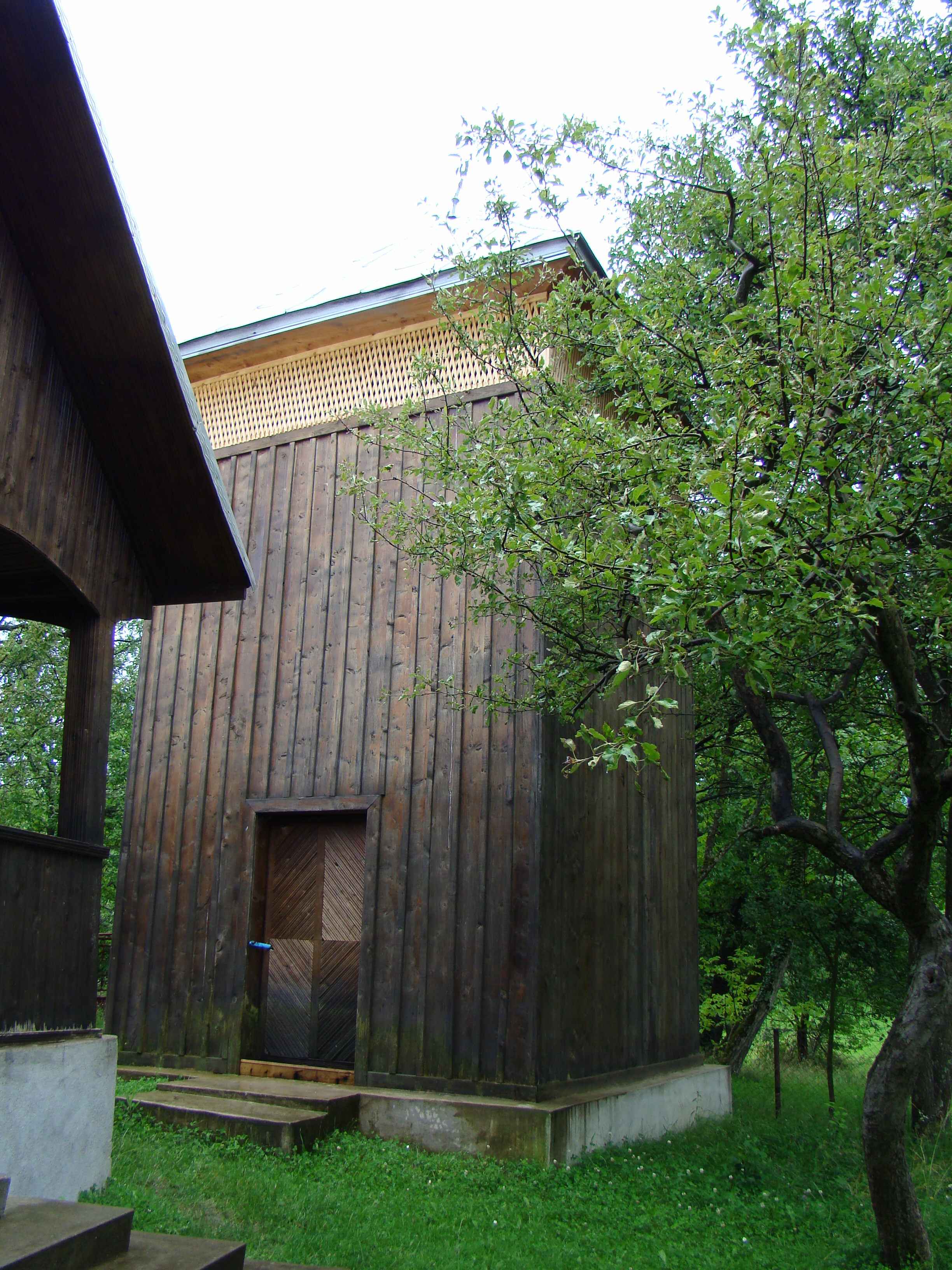
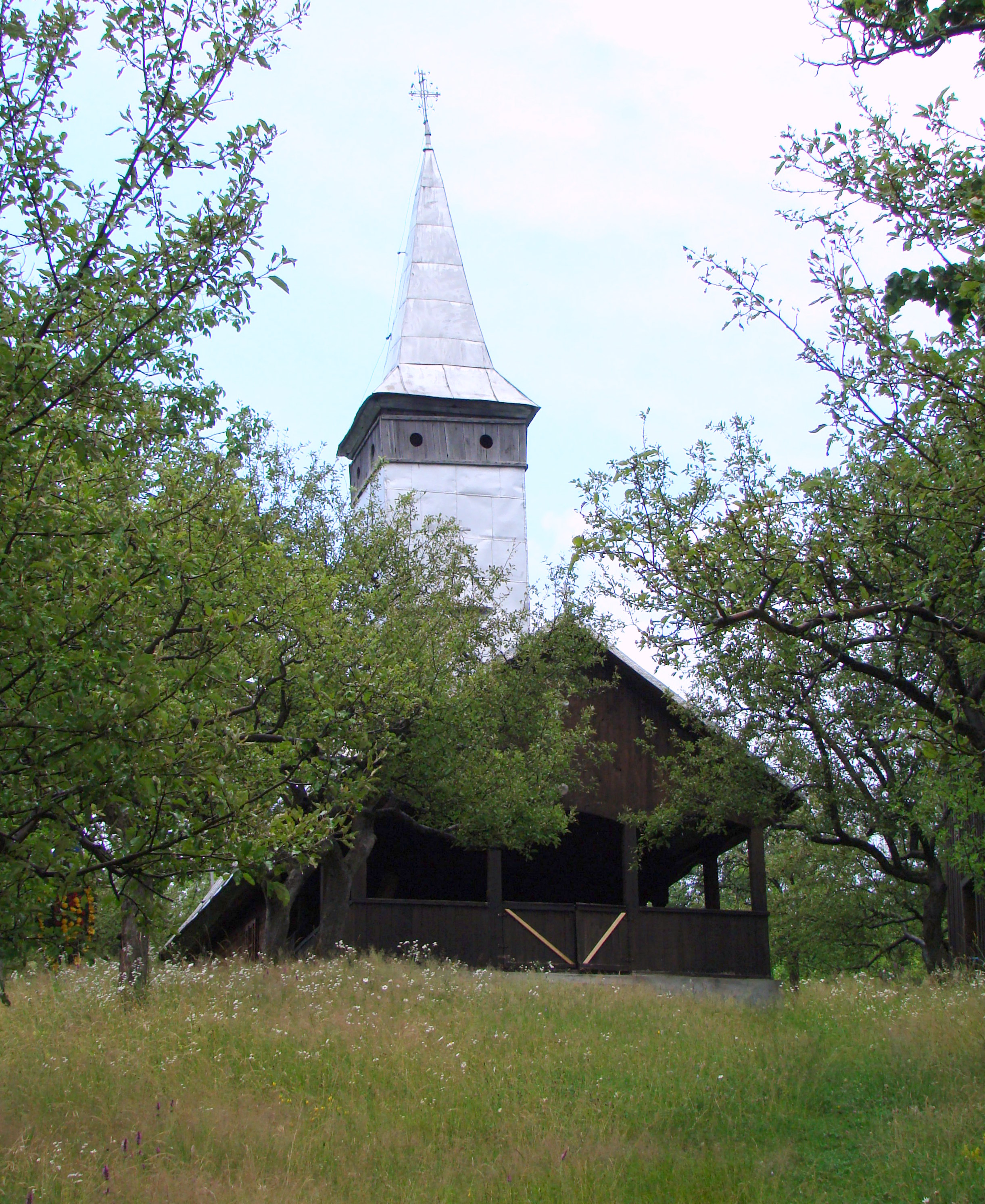

## Imagini din interior

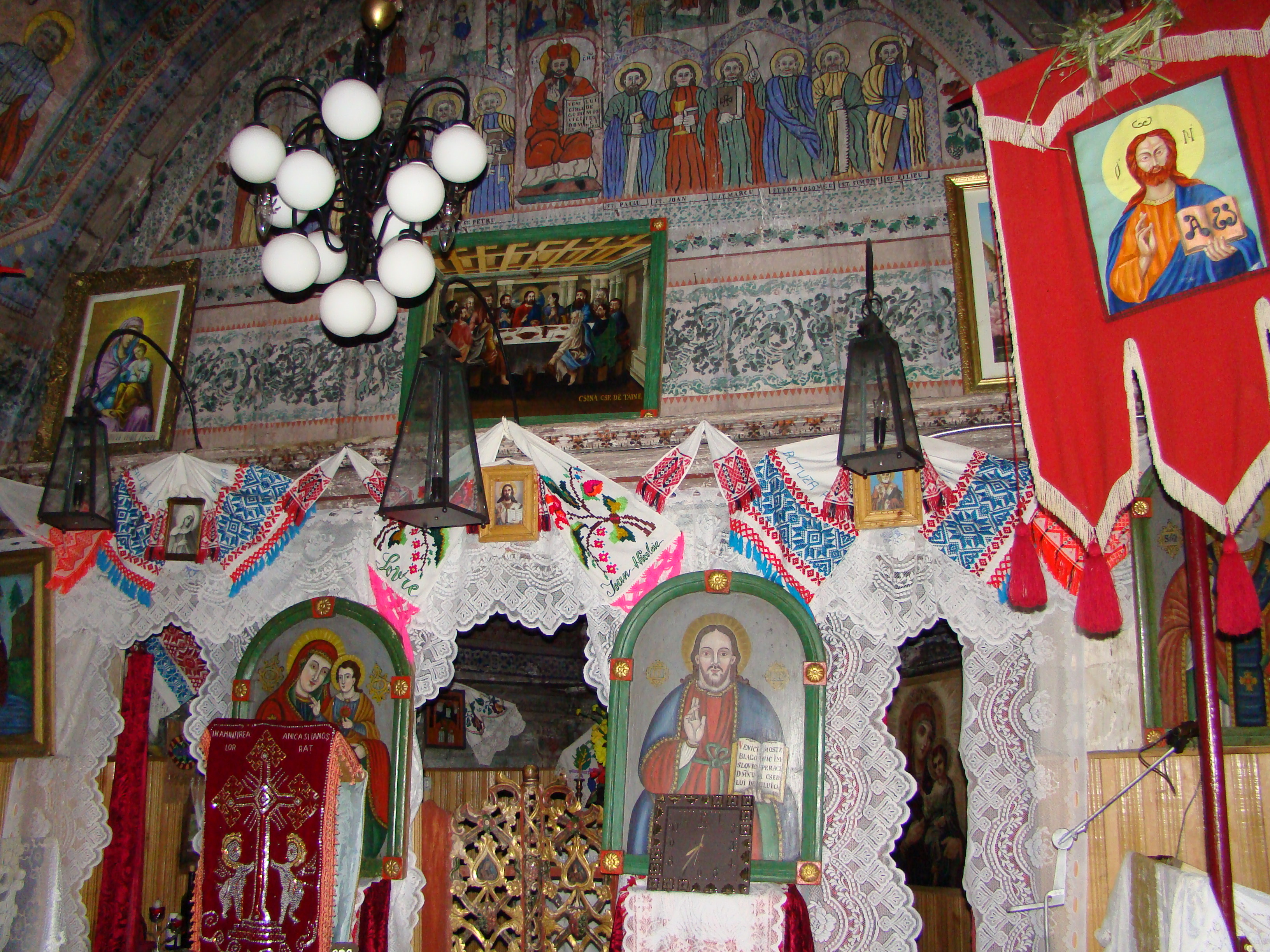
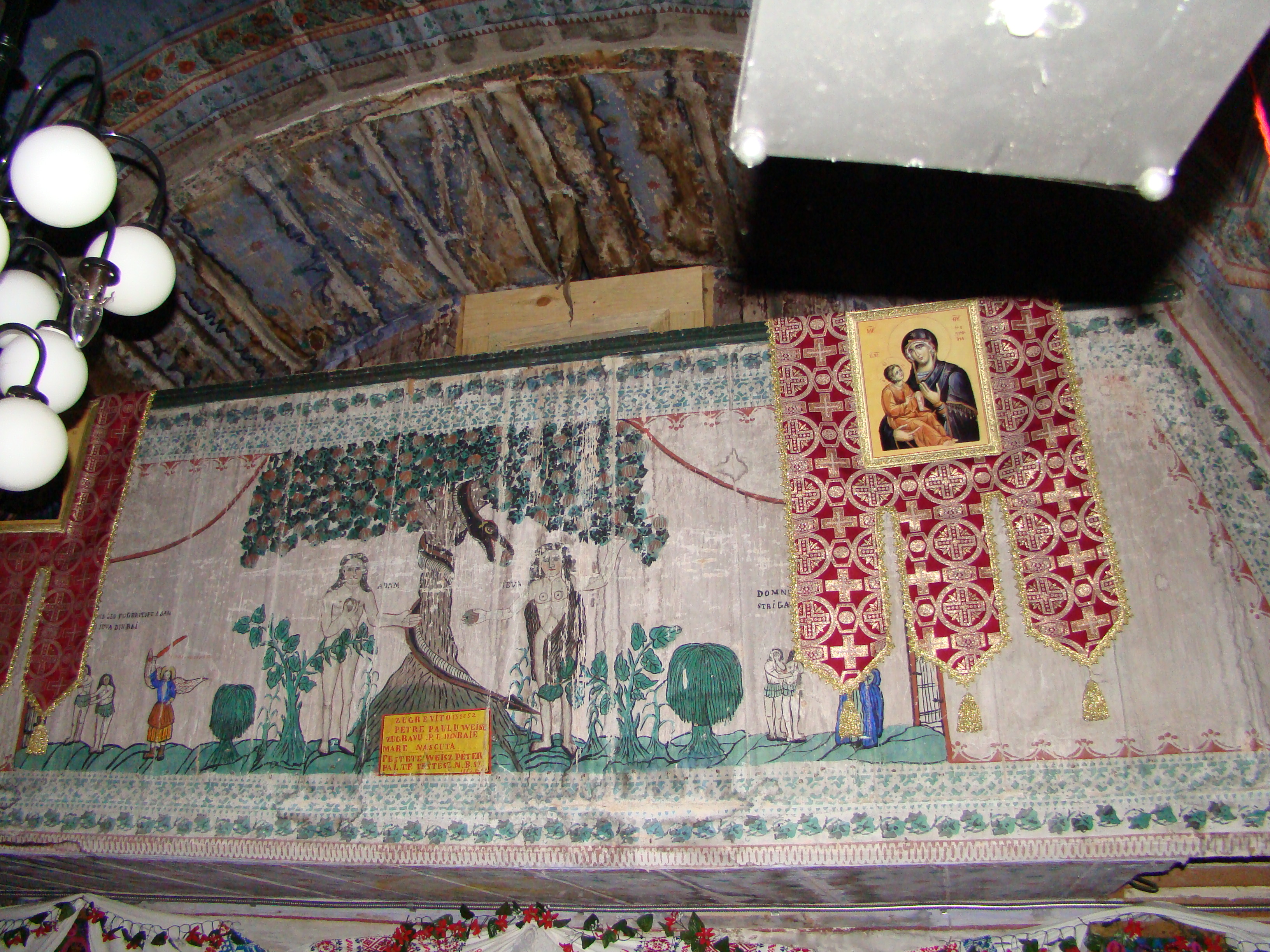
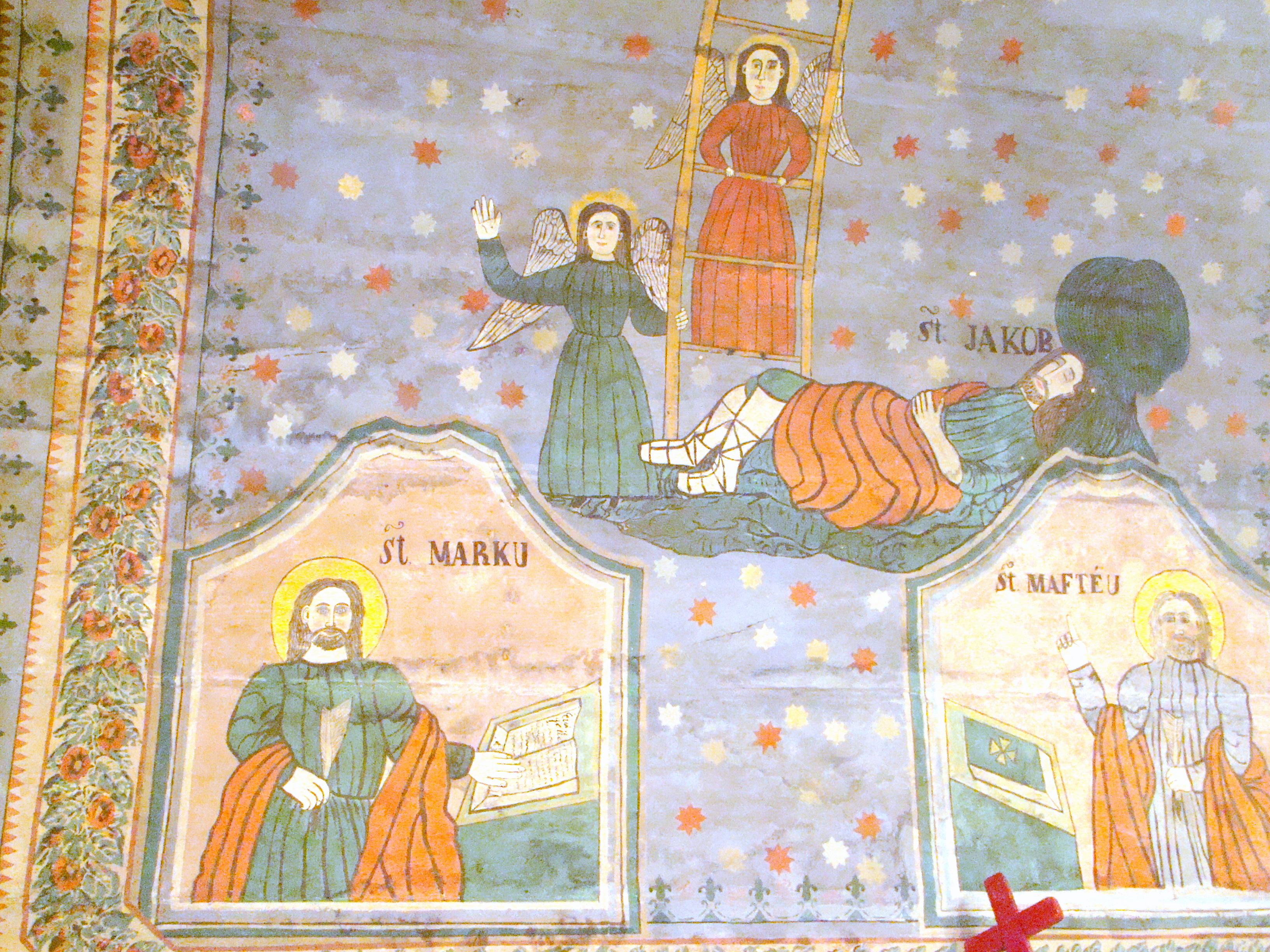
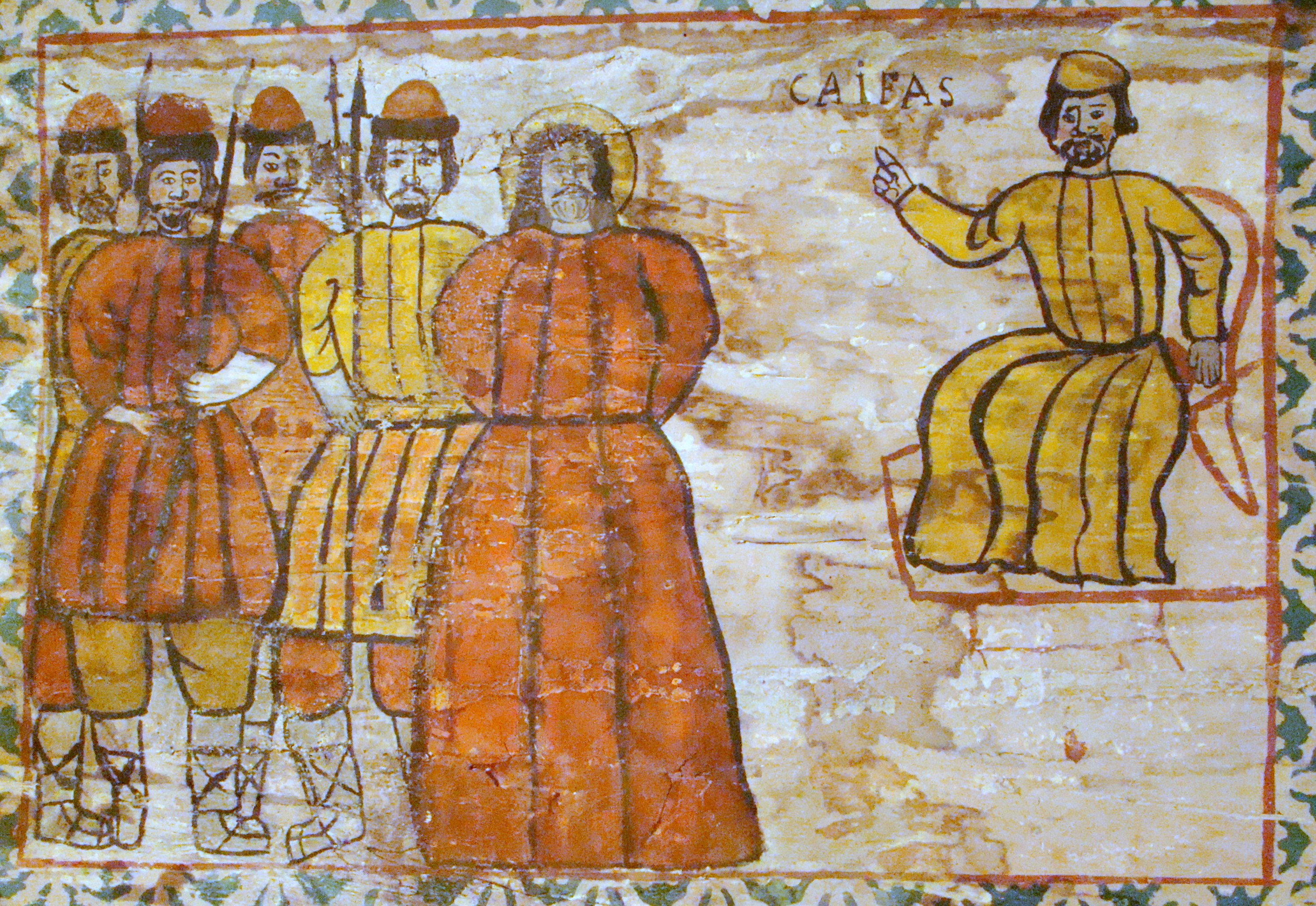
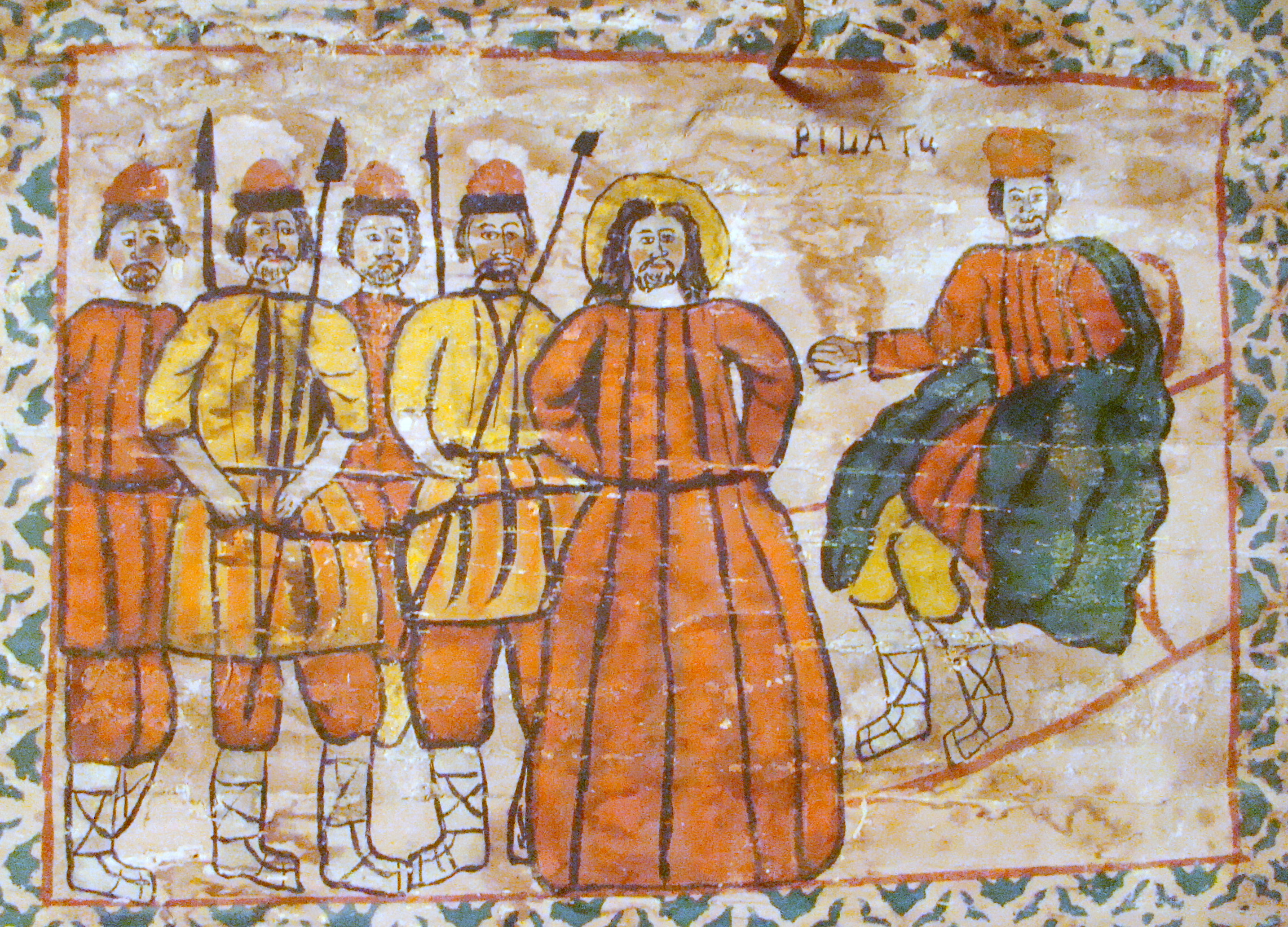
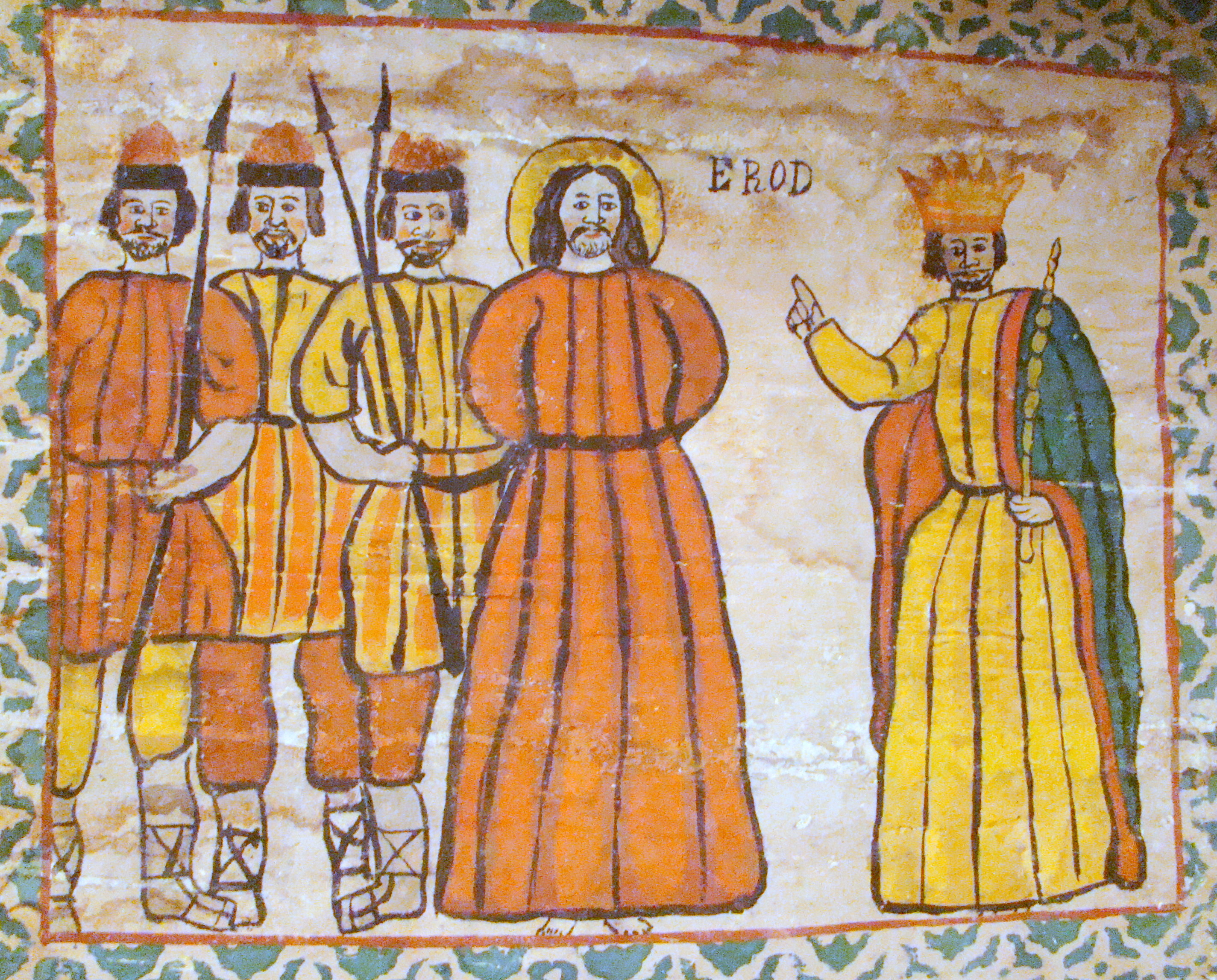
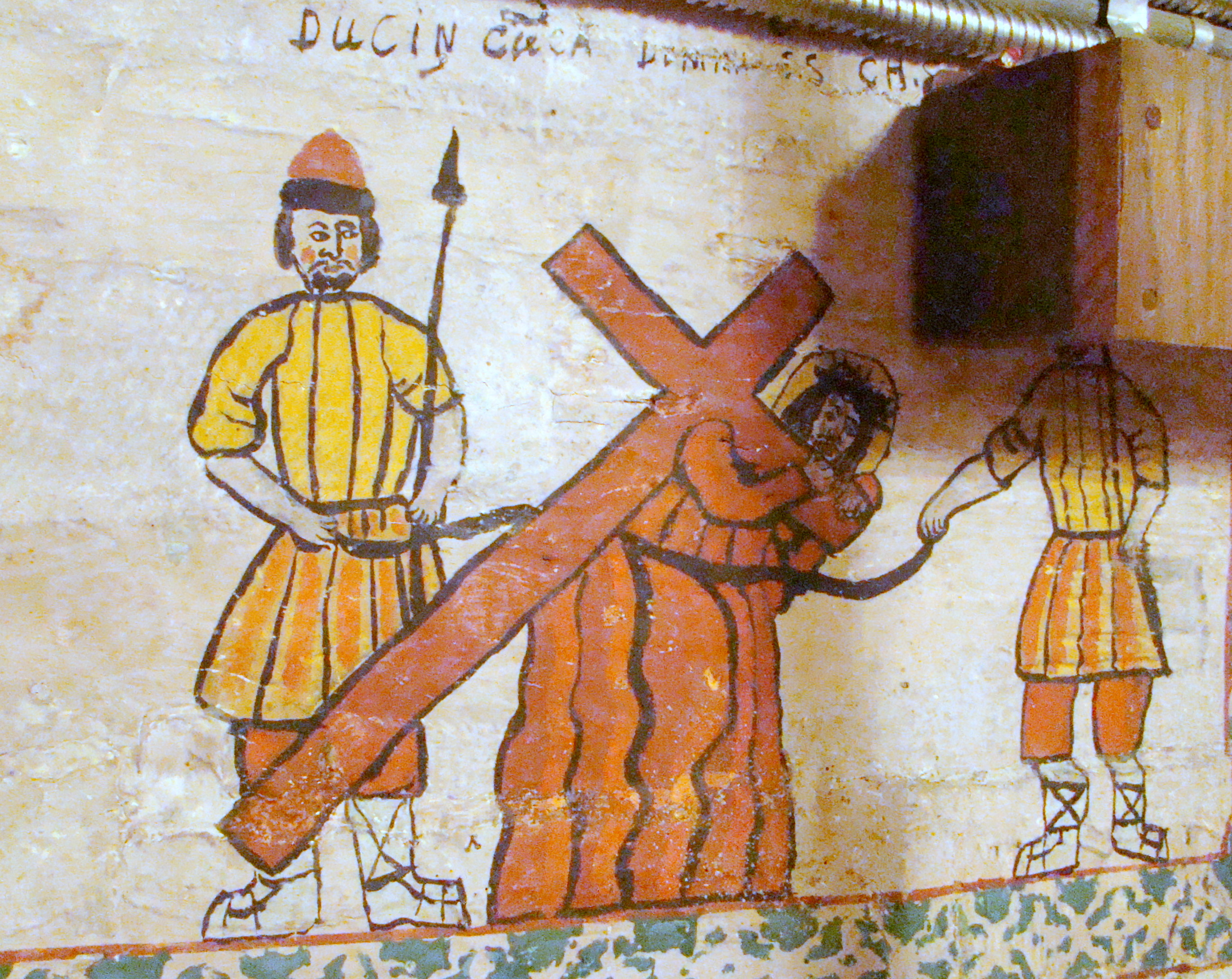
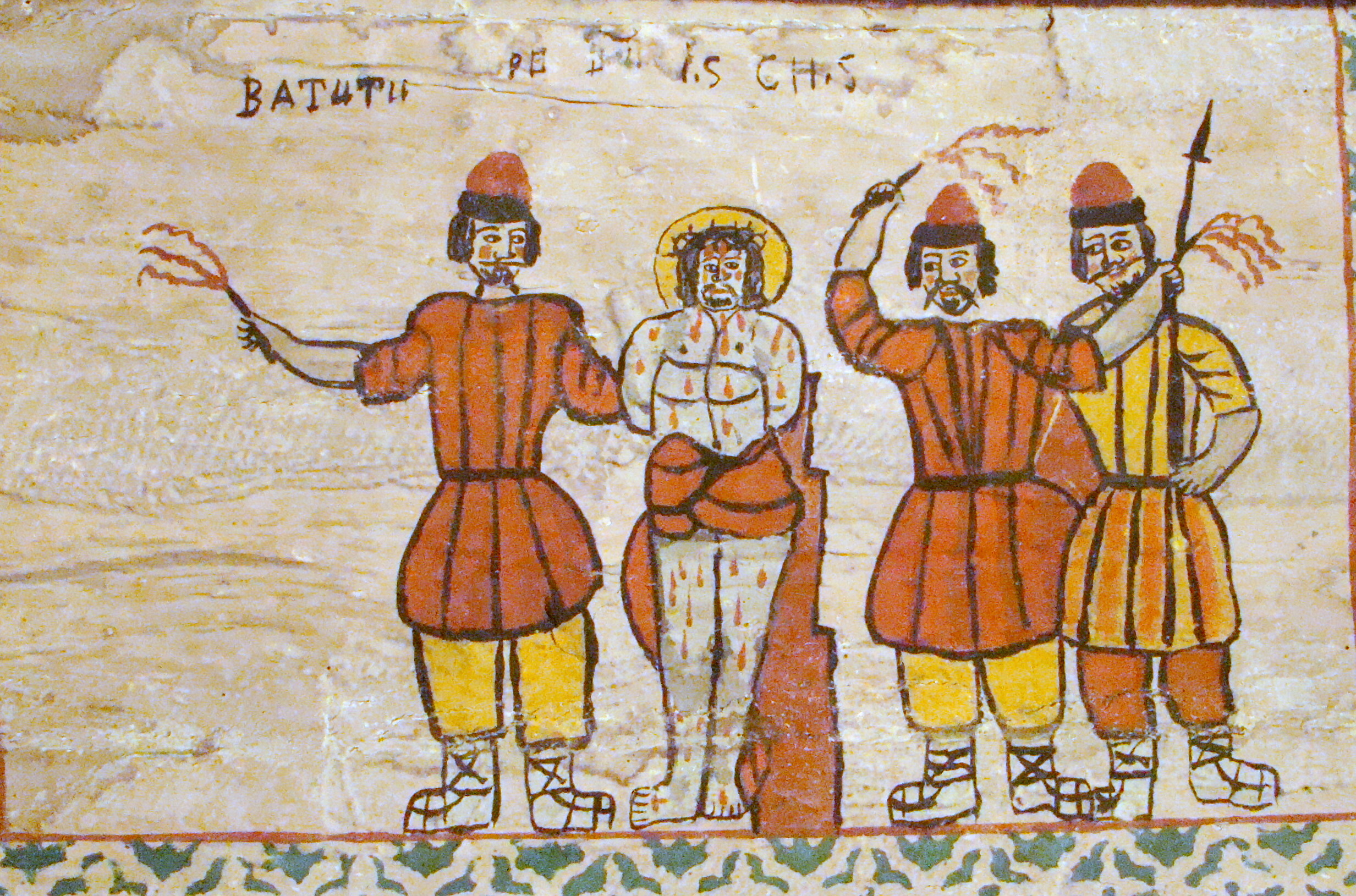
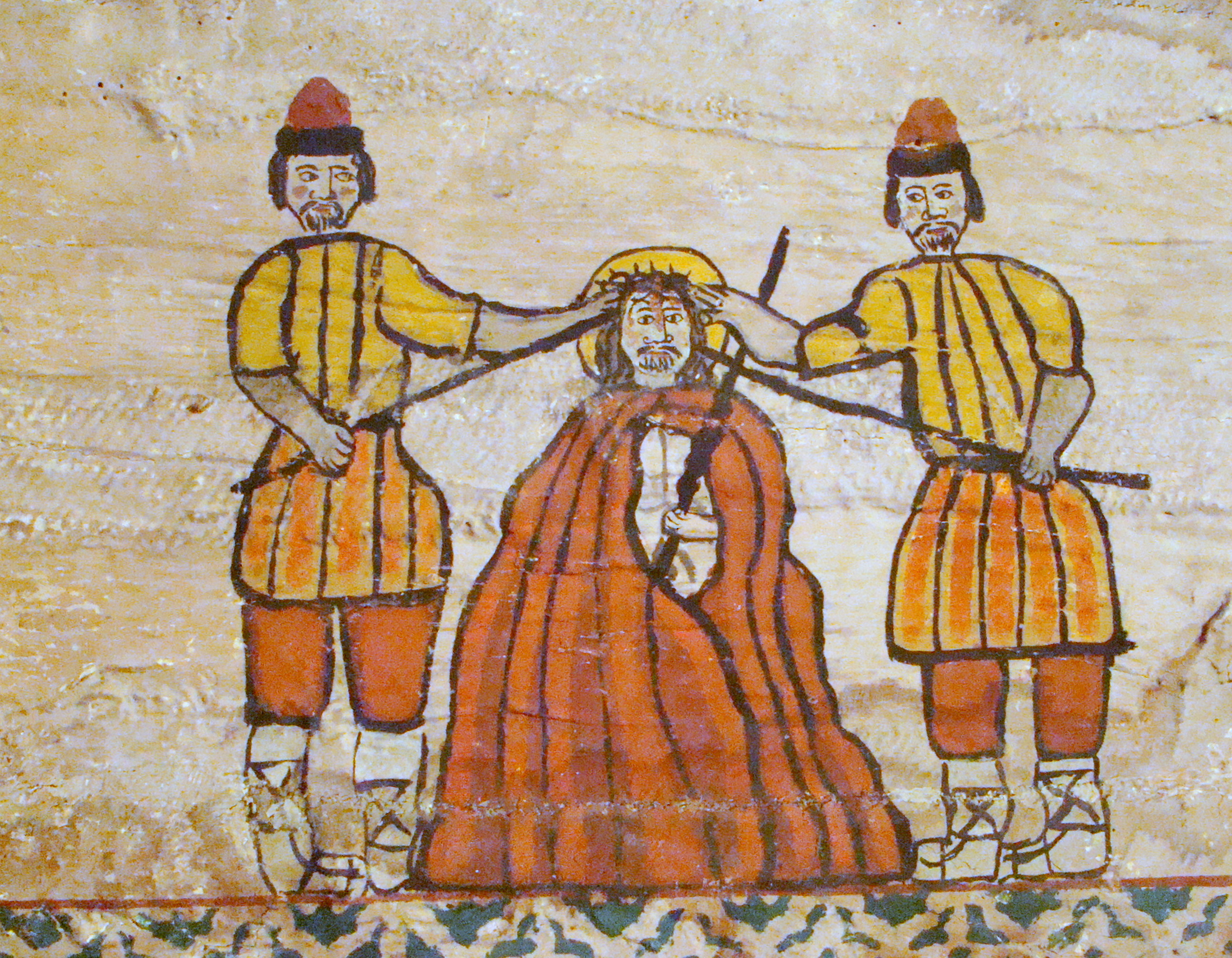
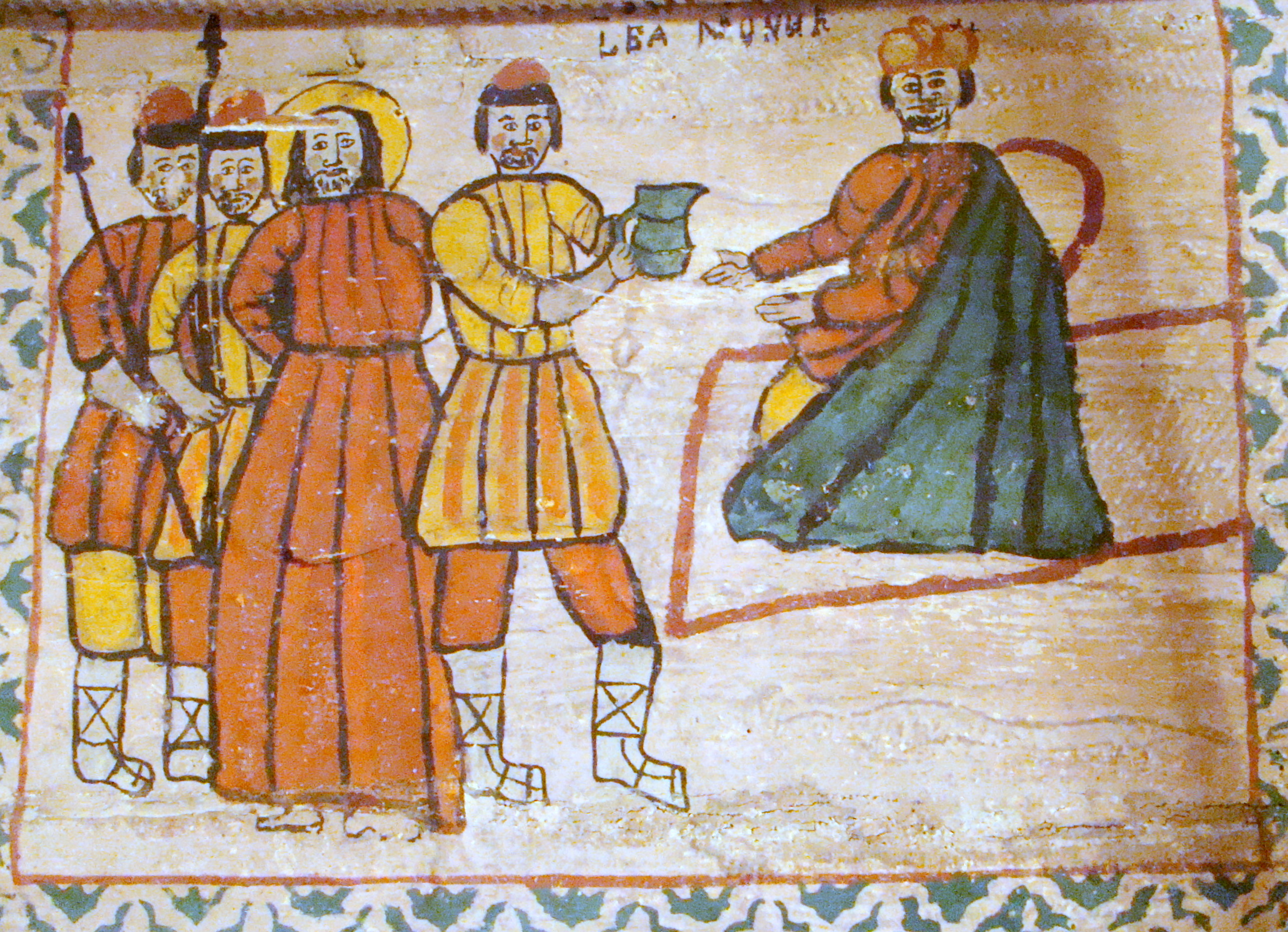
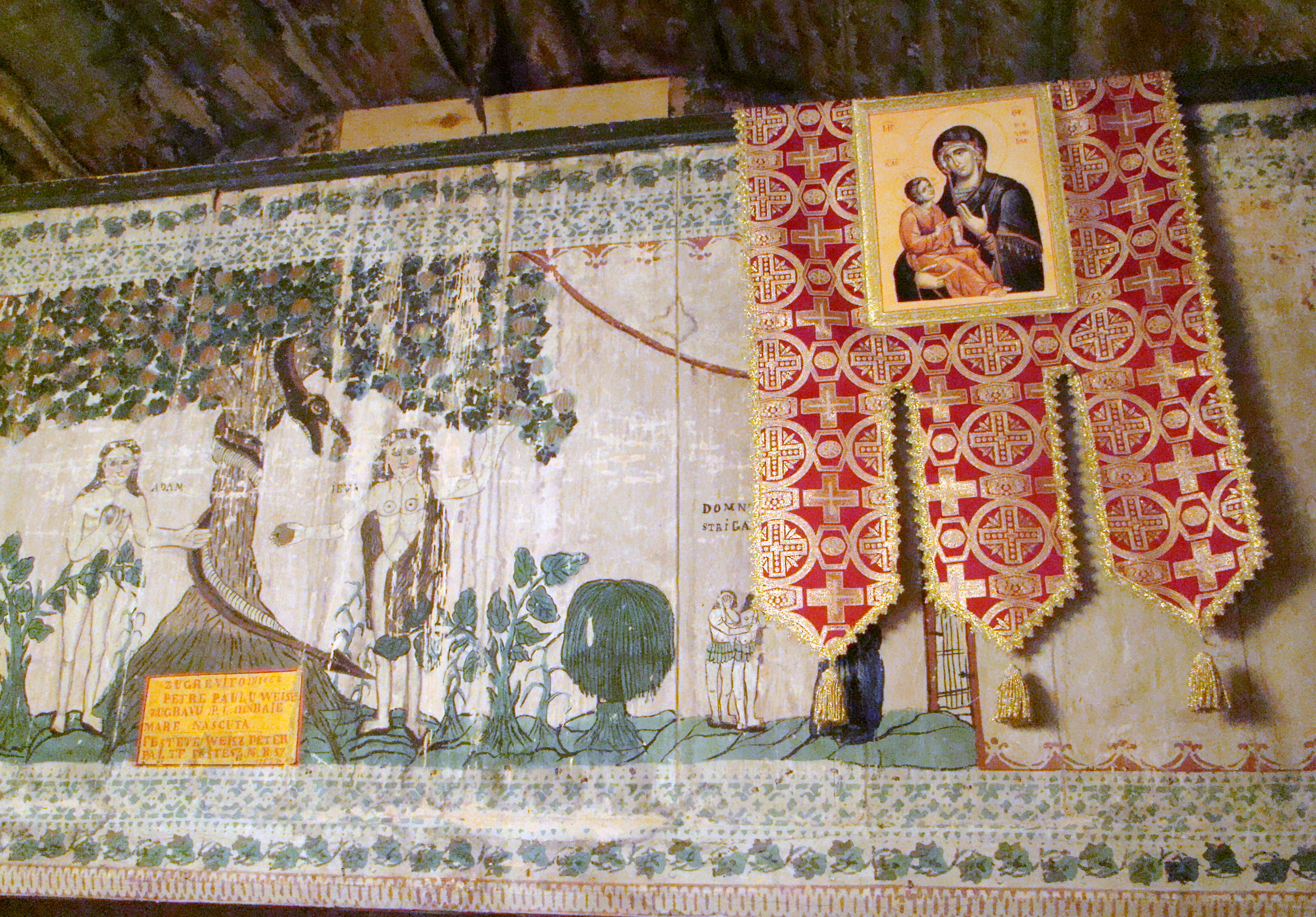
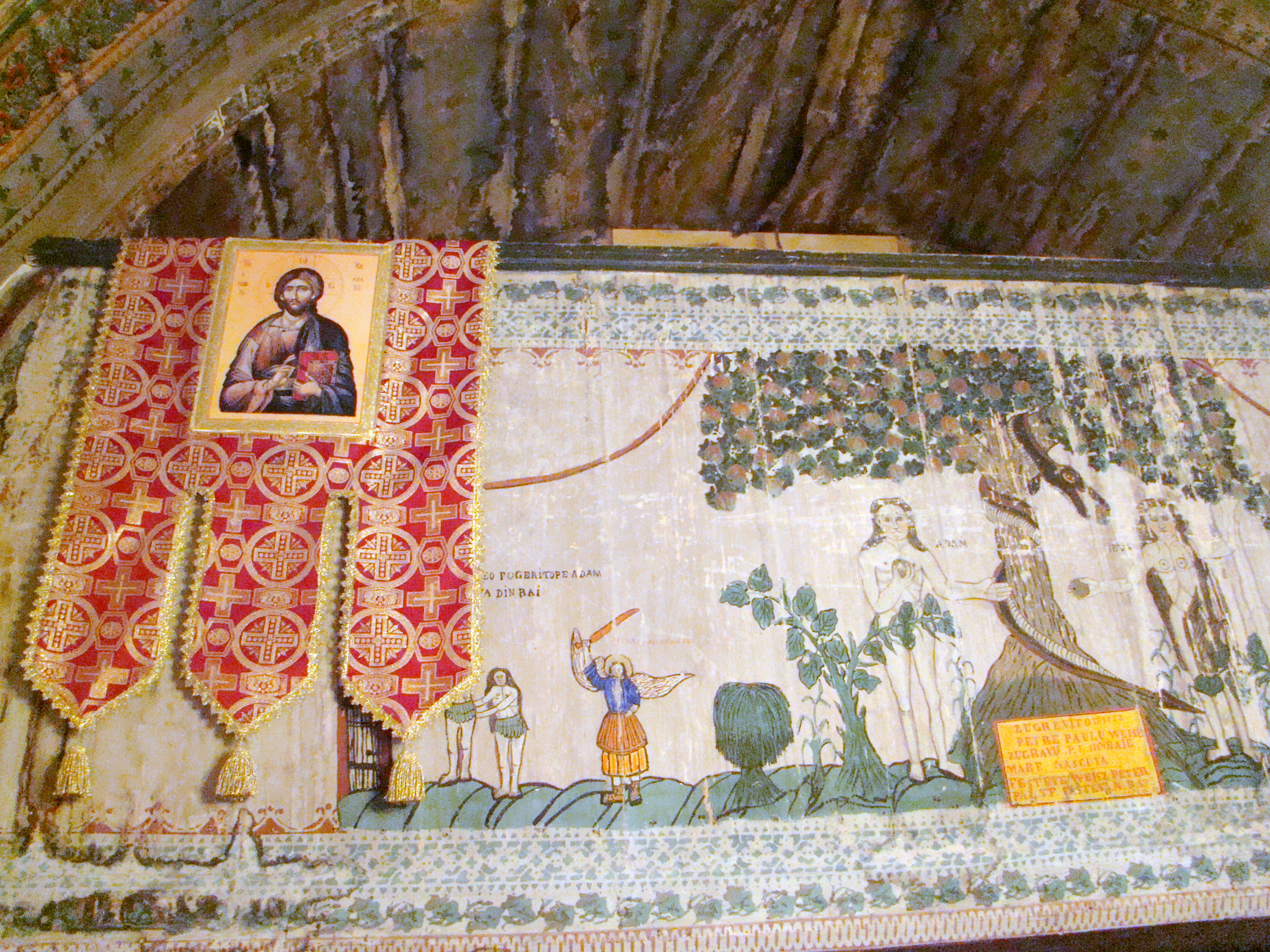
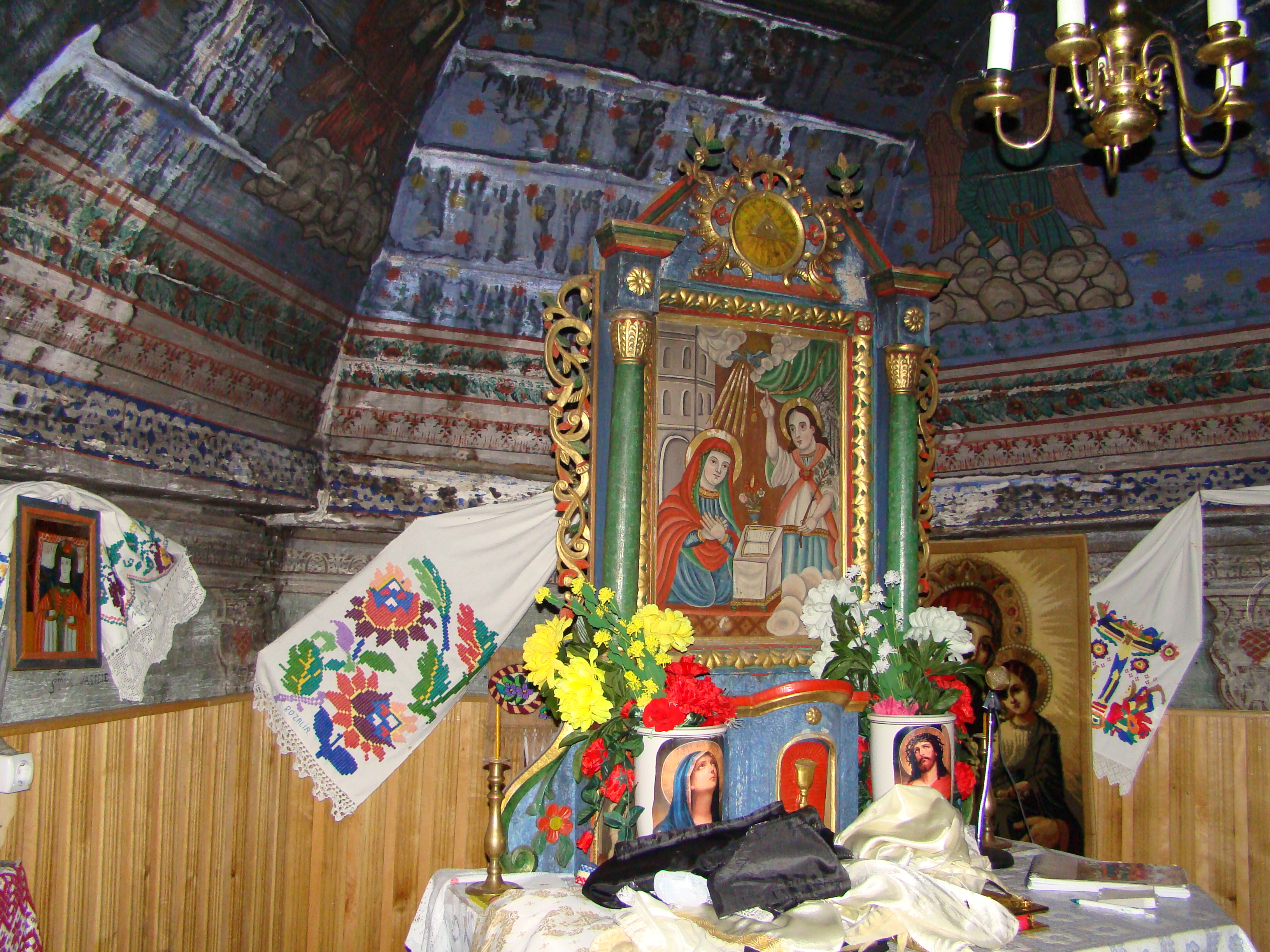
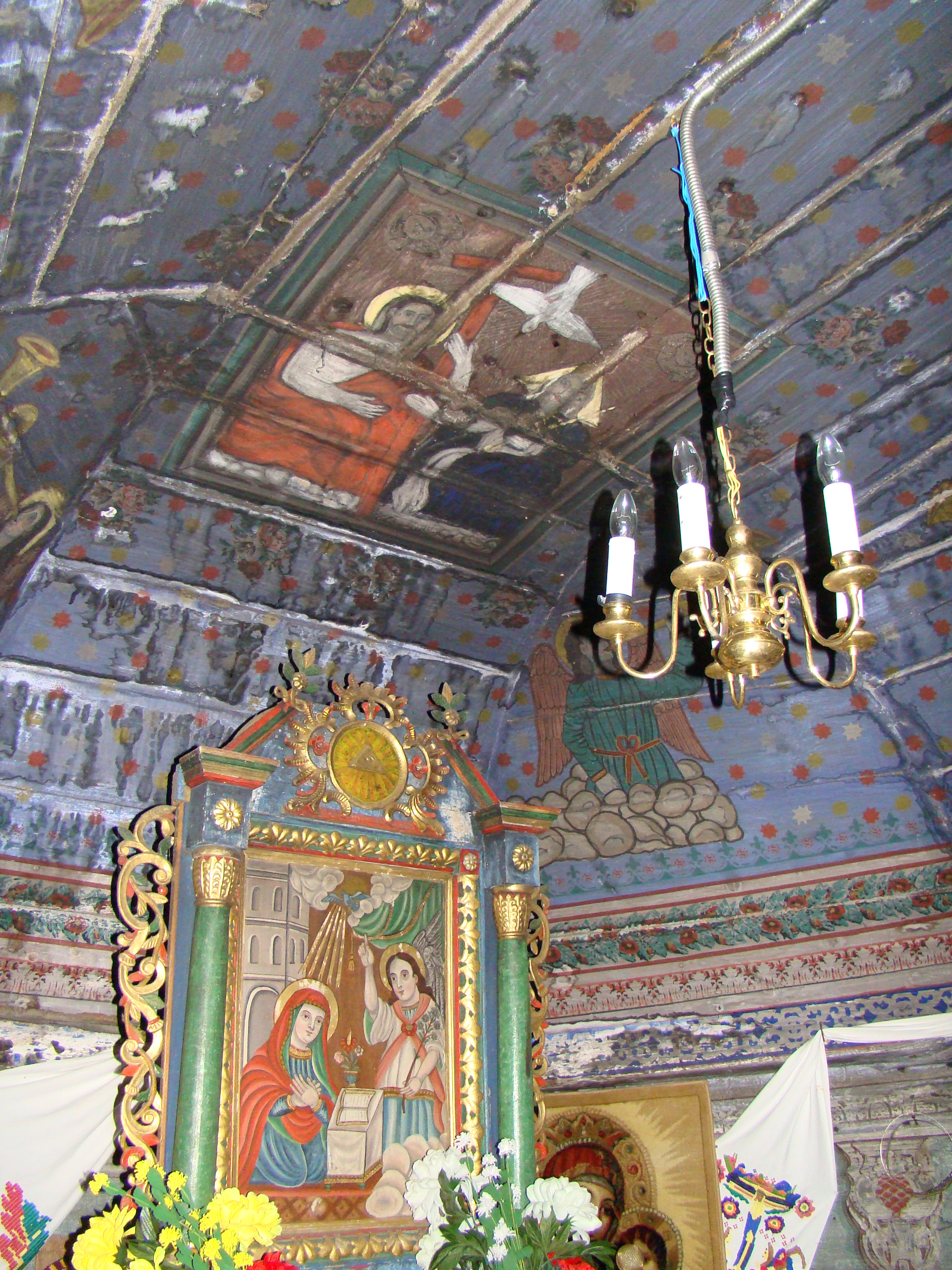
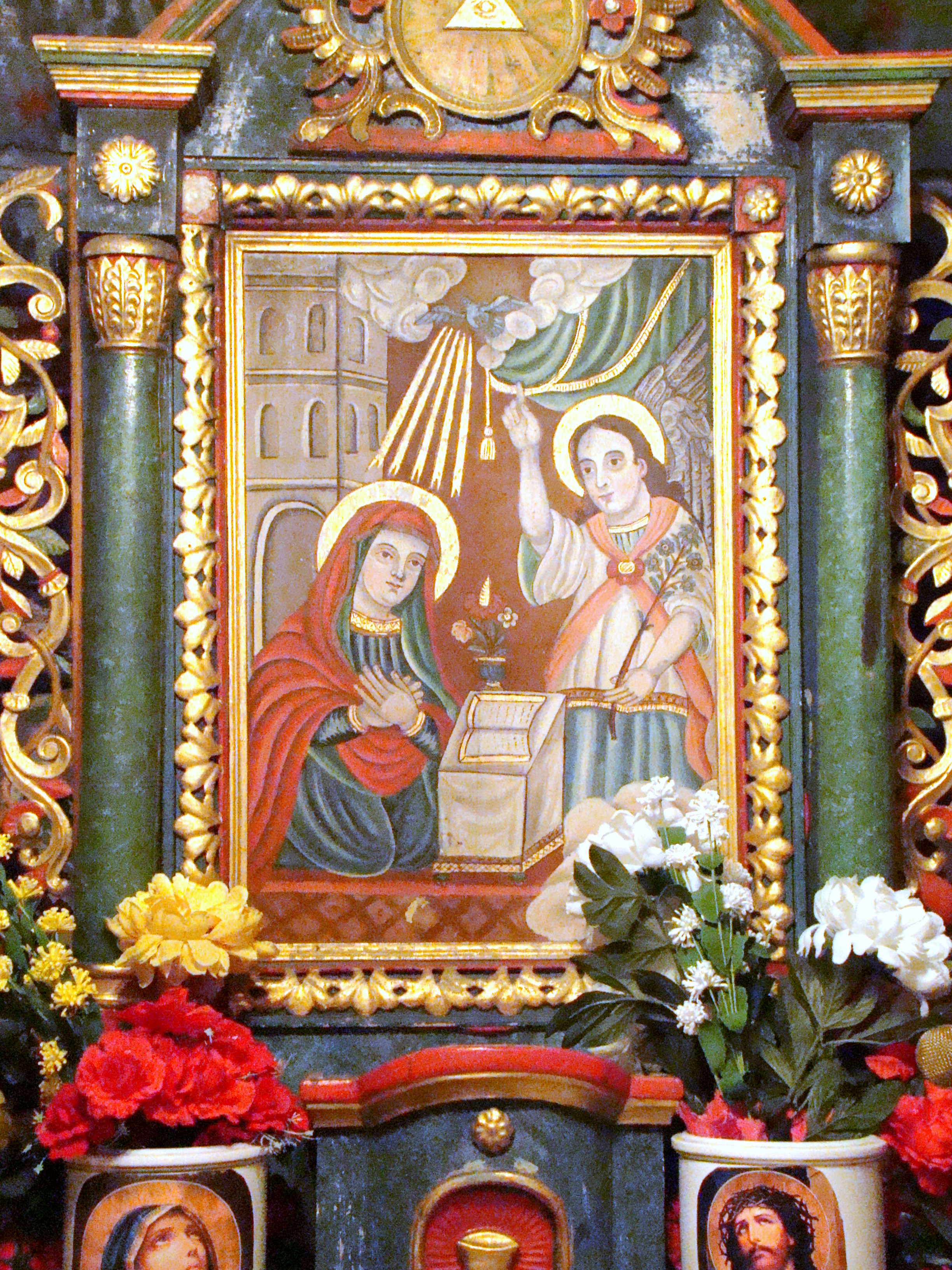
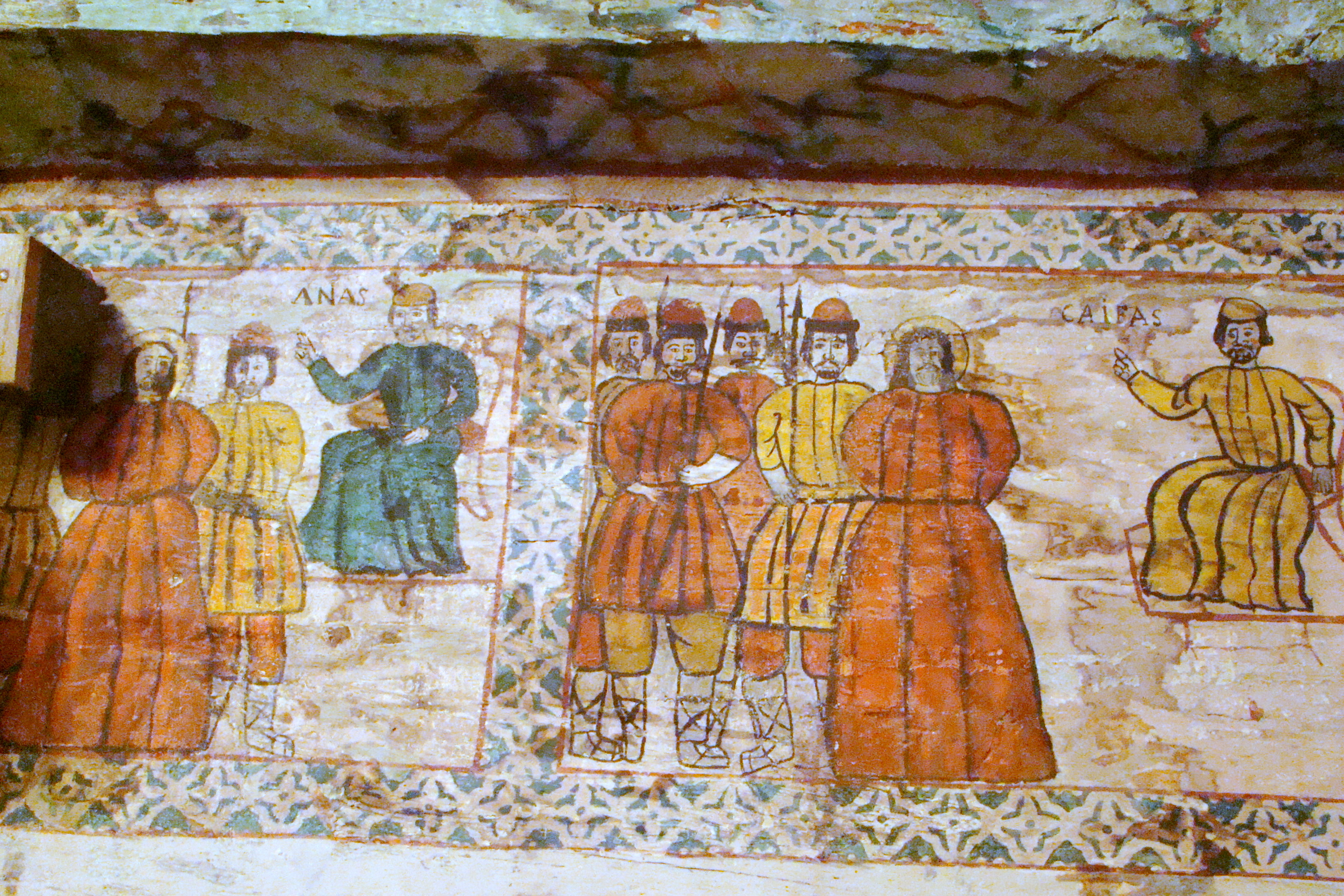
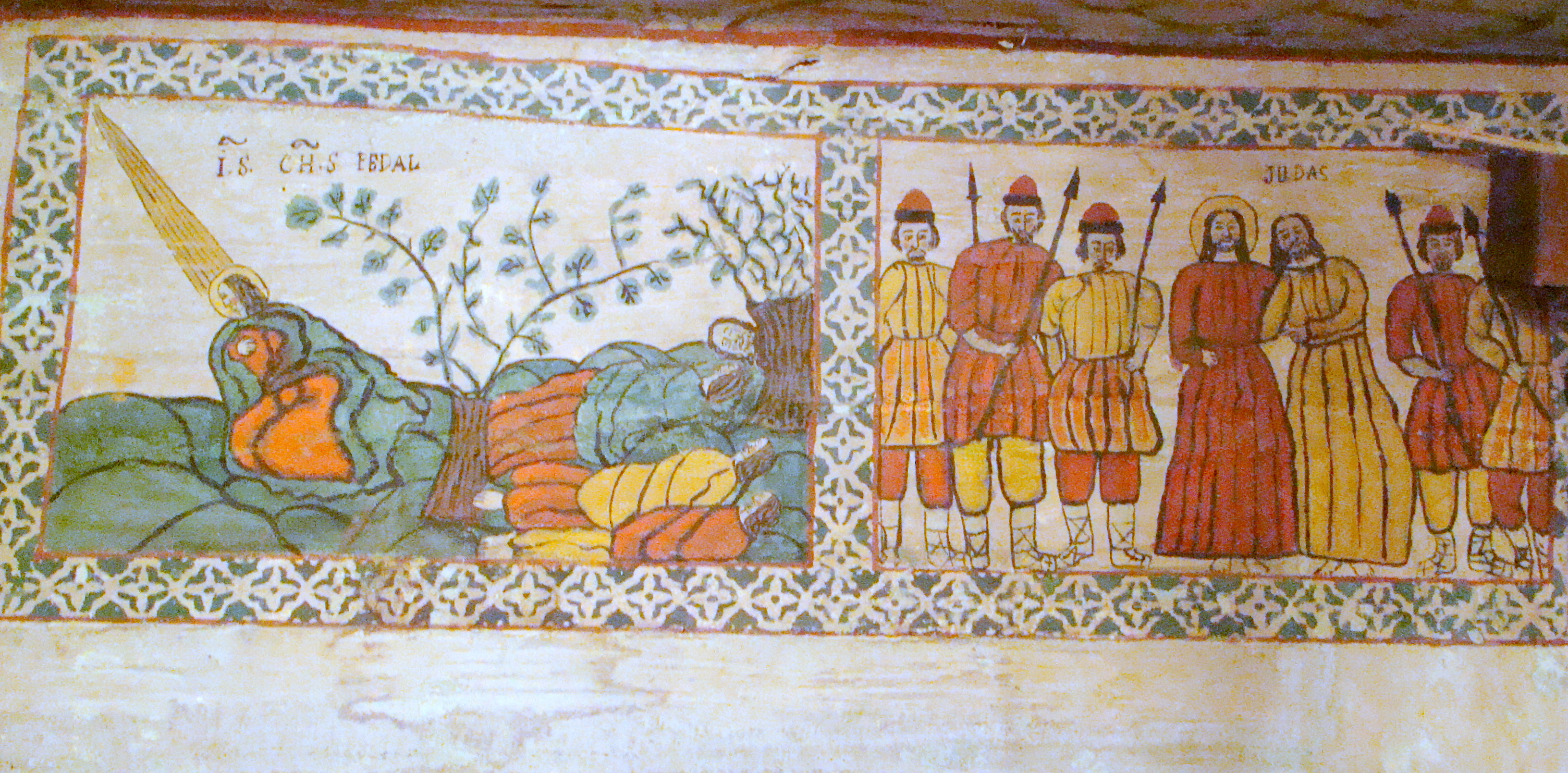
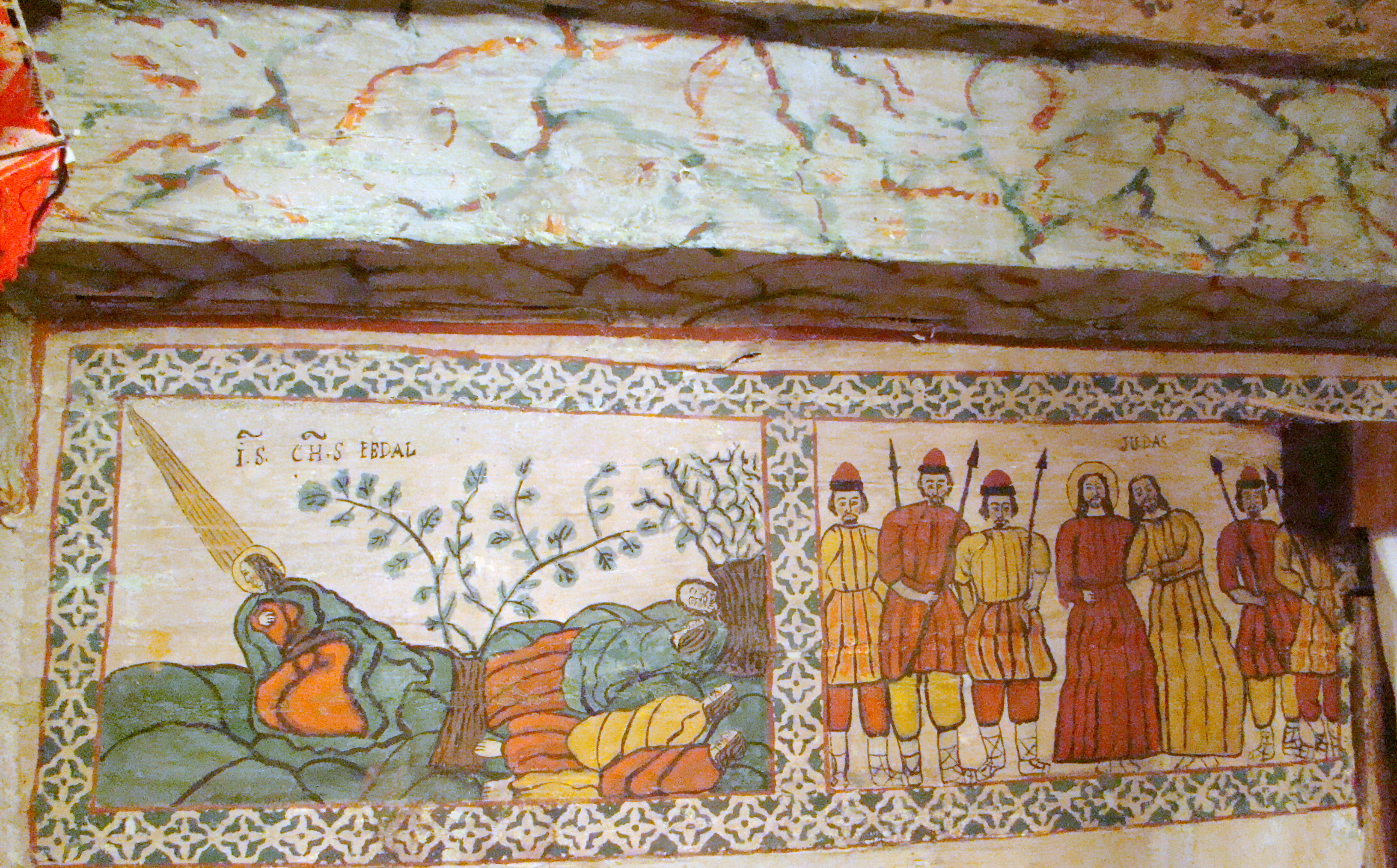
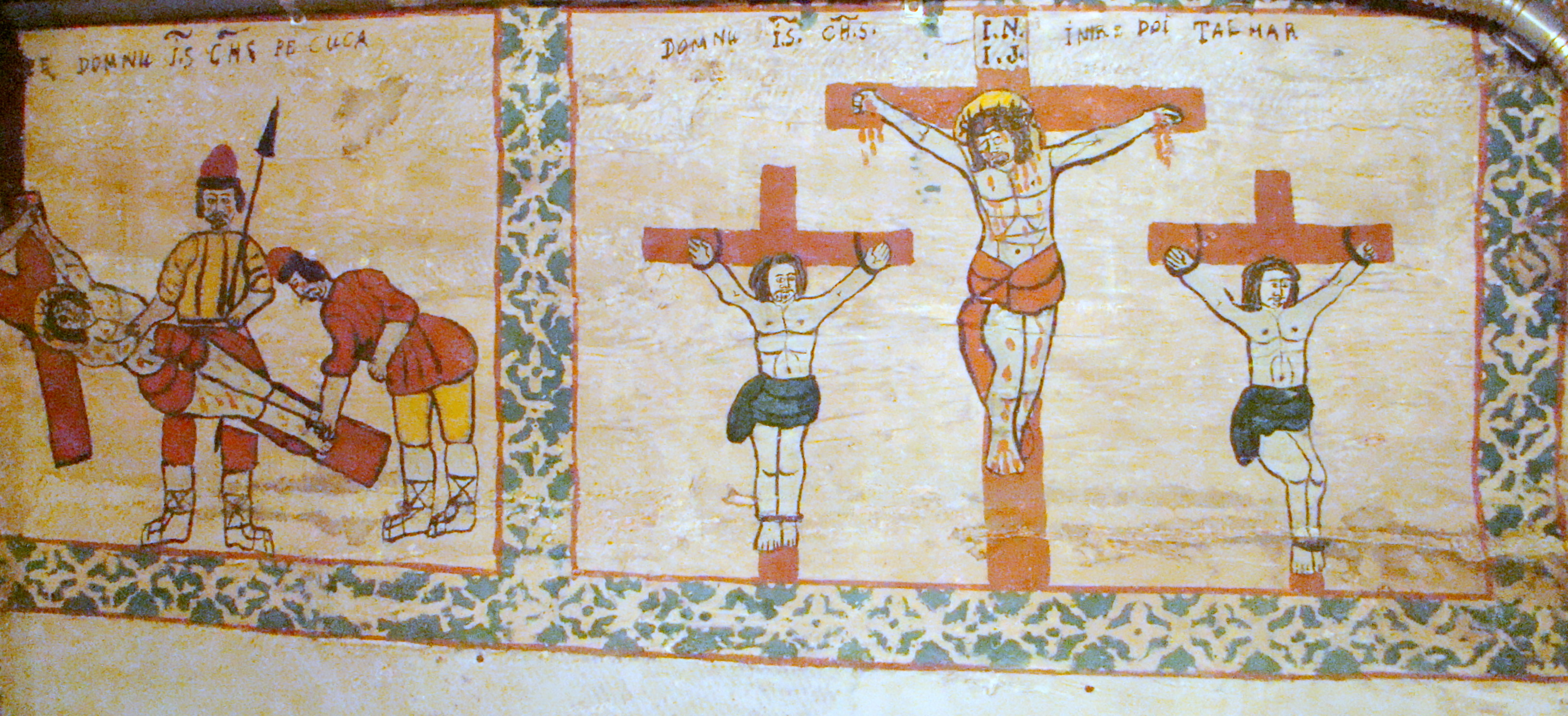
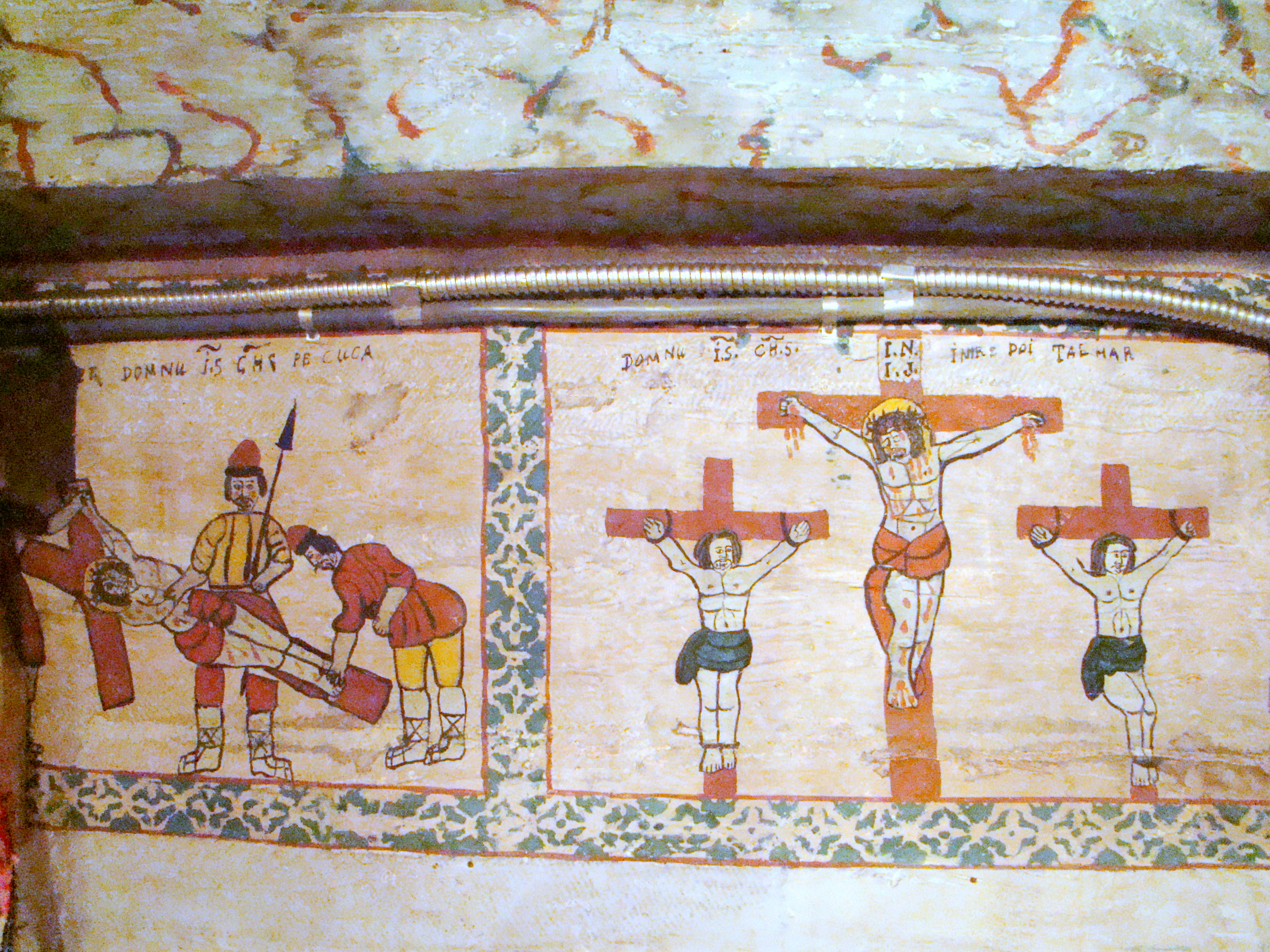
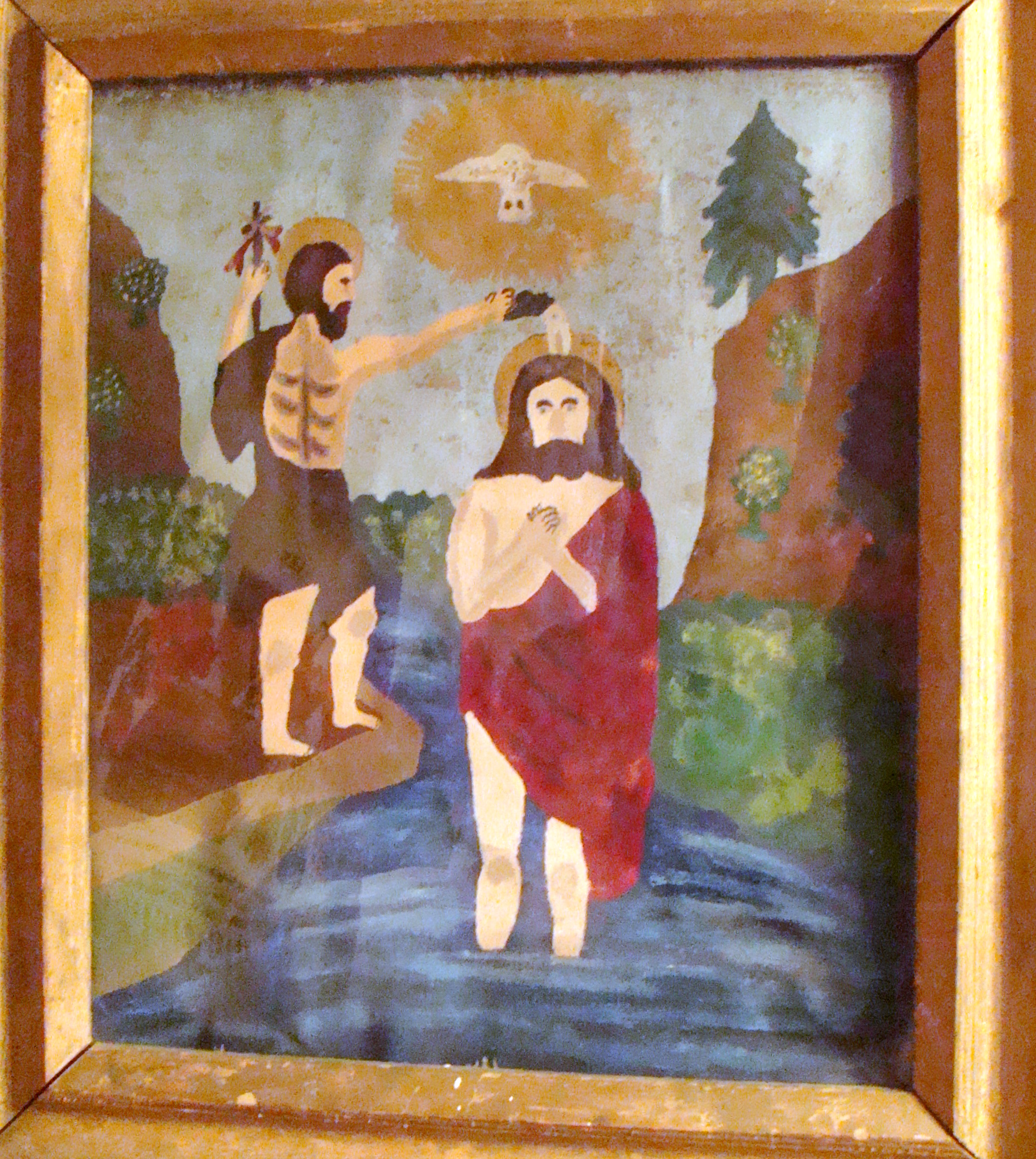
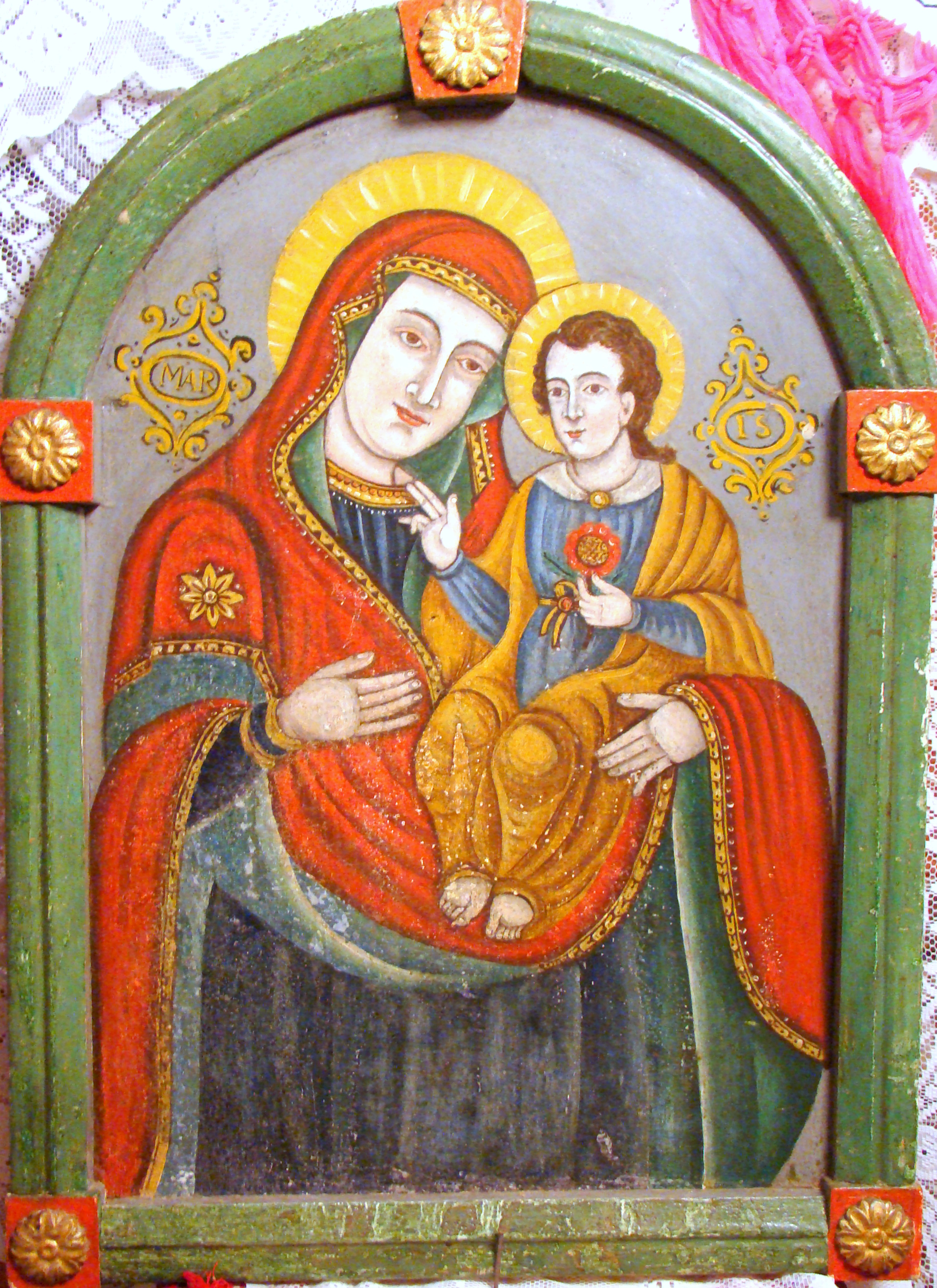
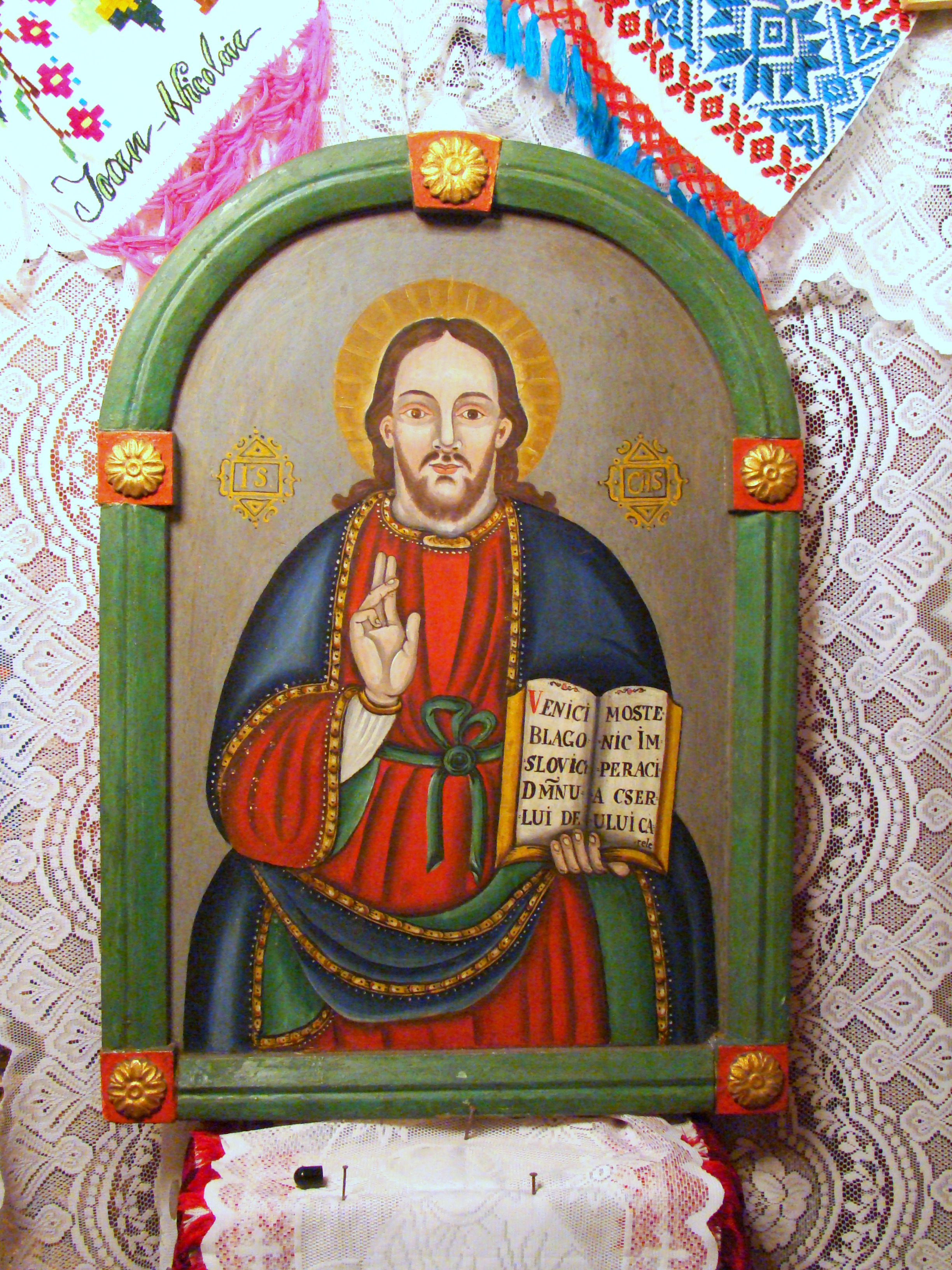
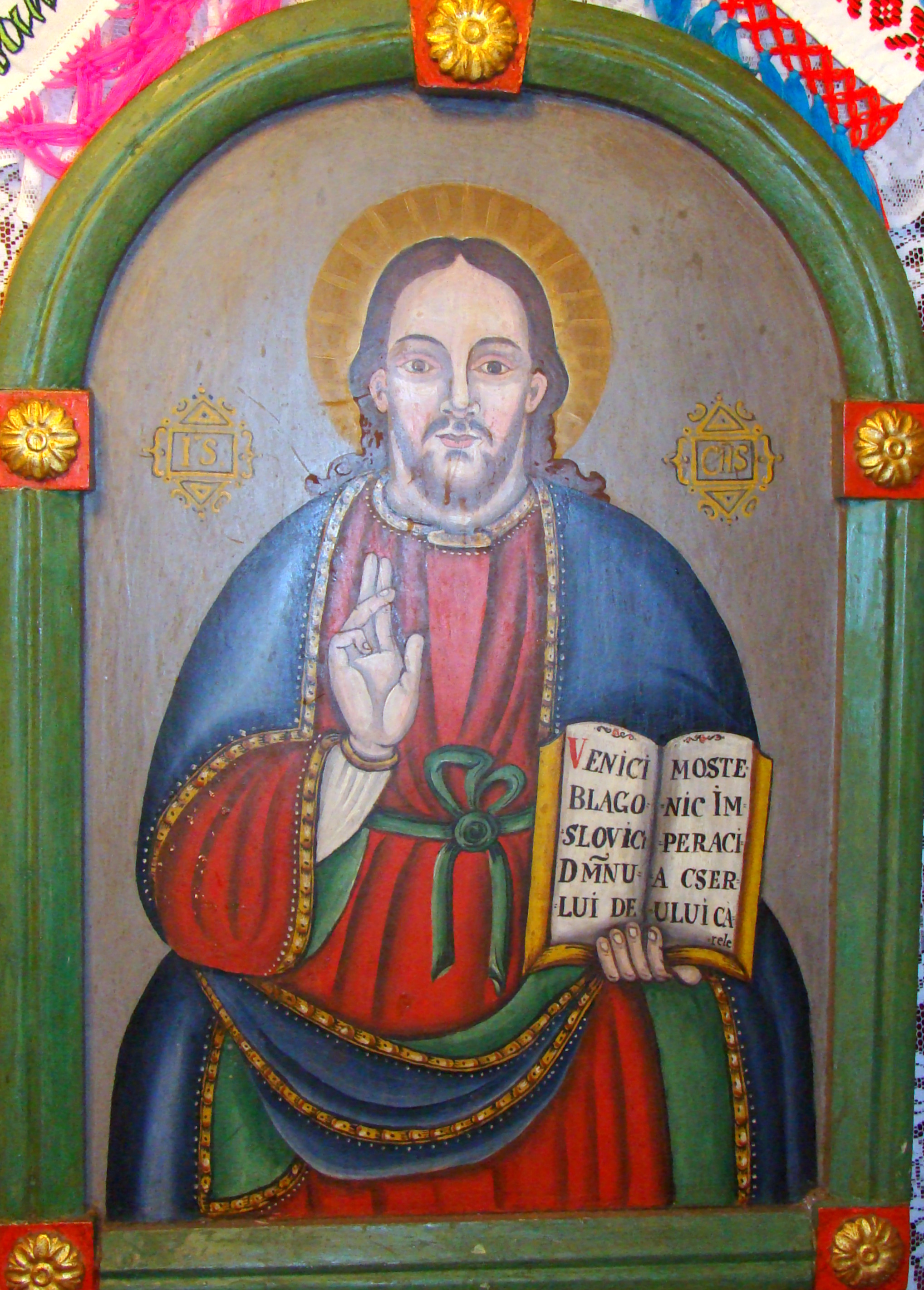
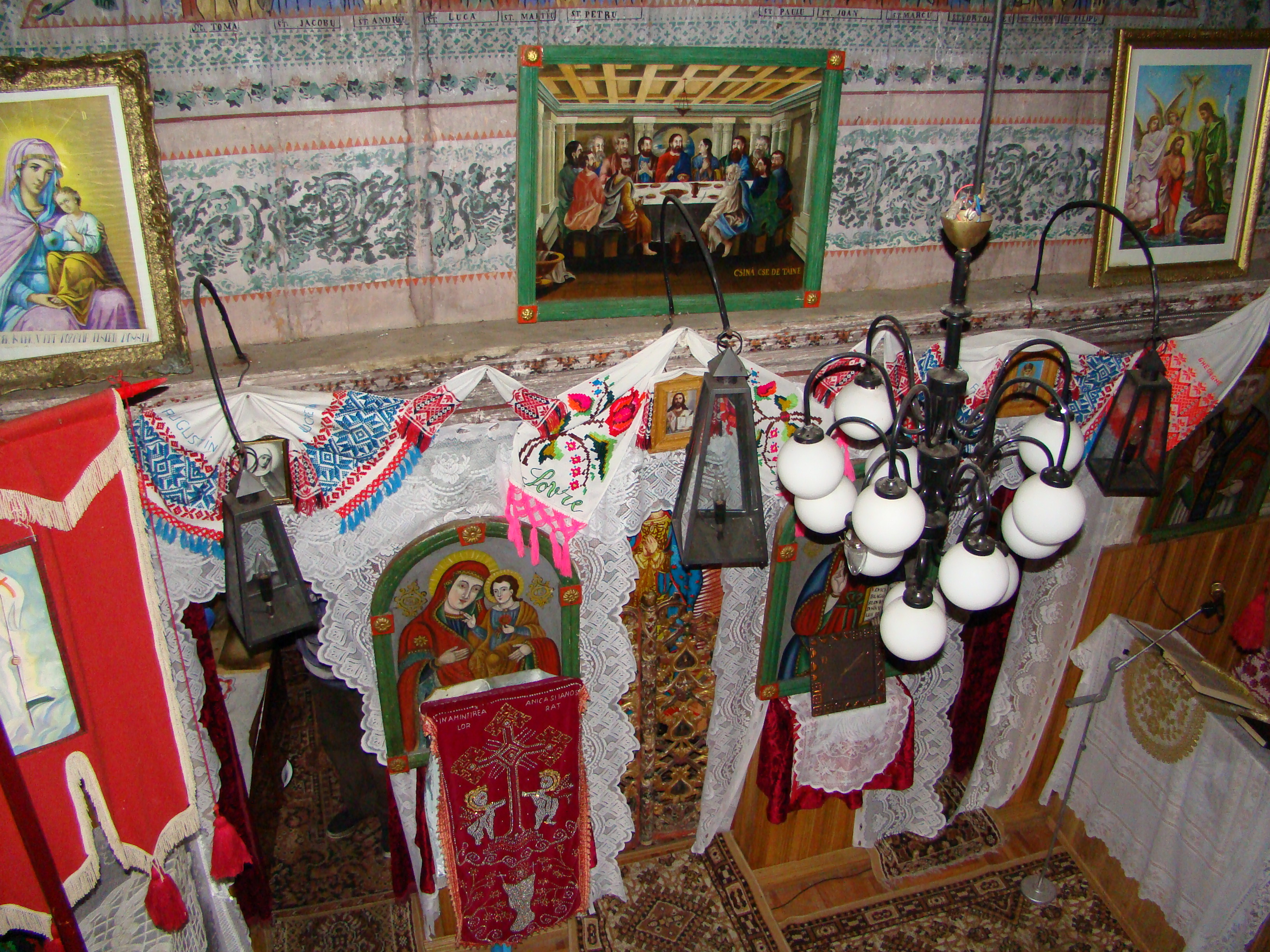
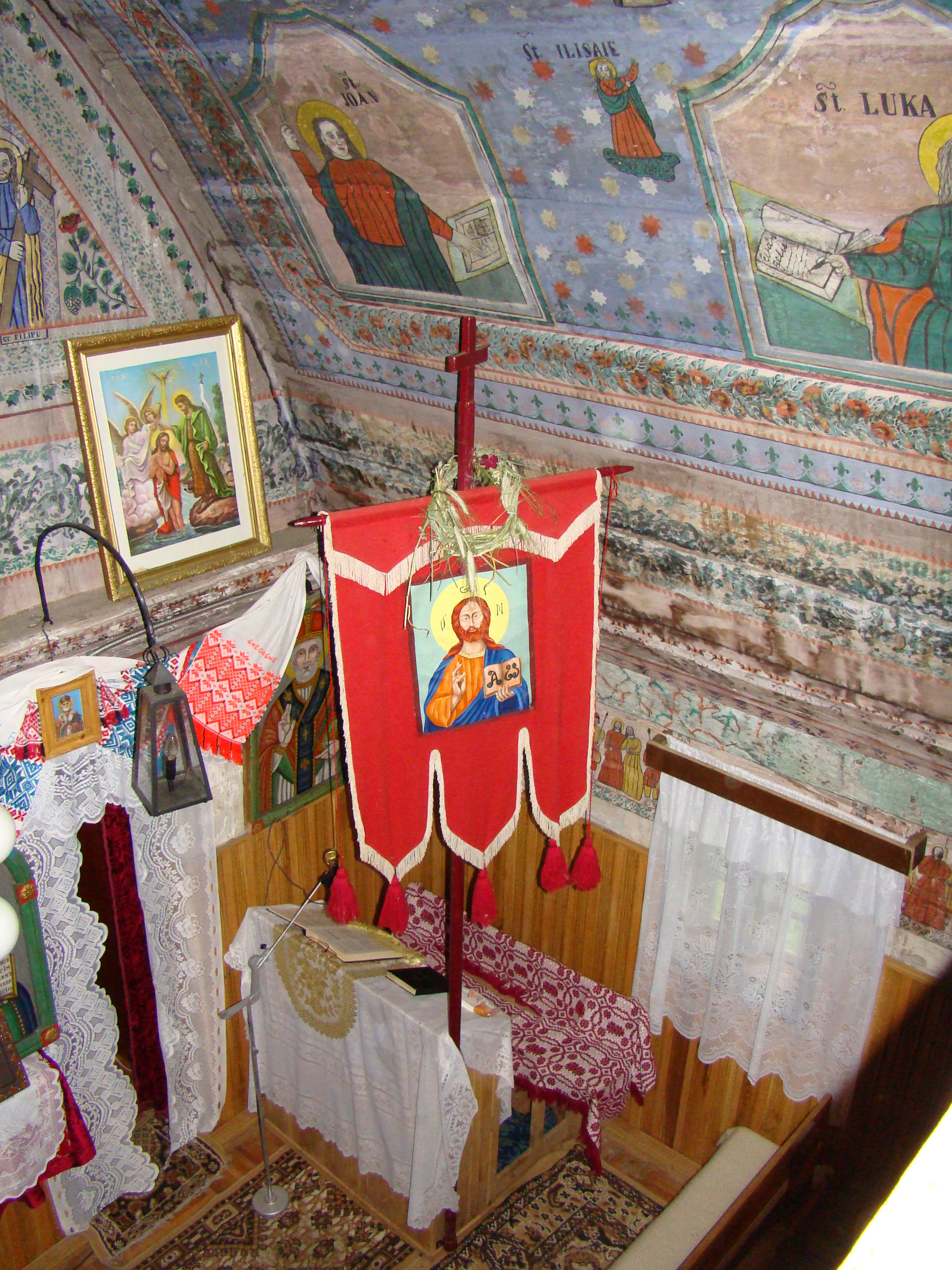
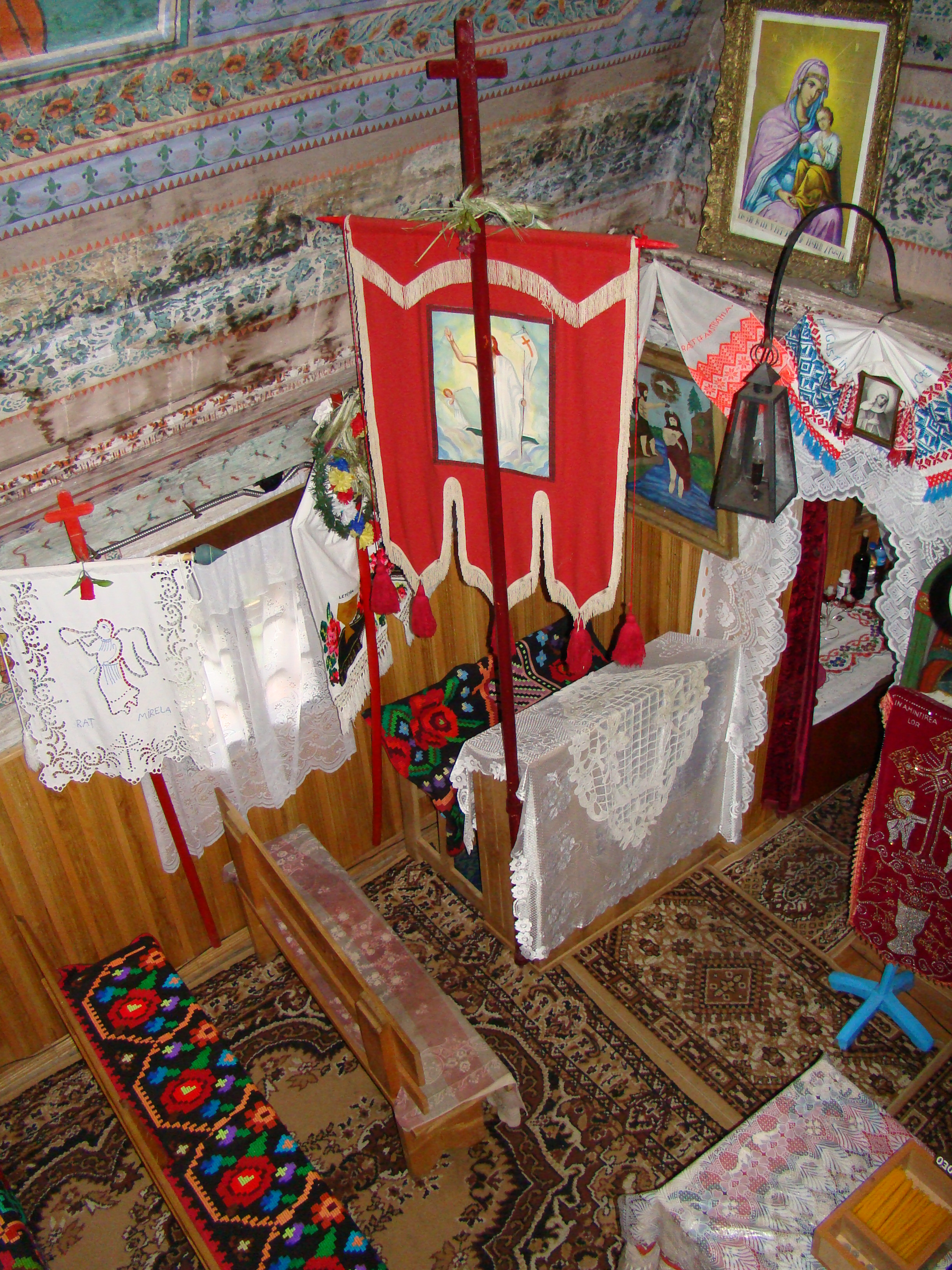
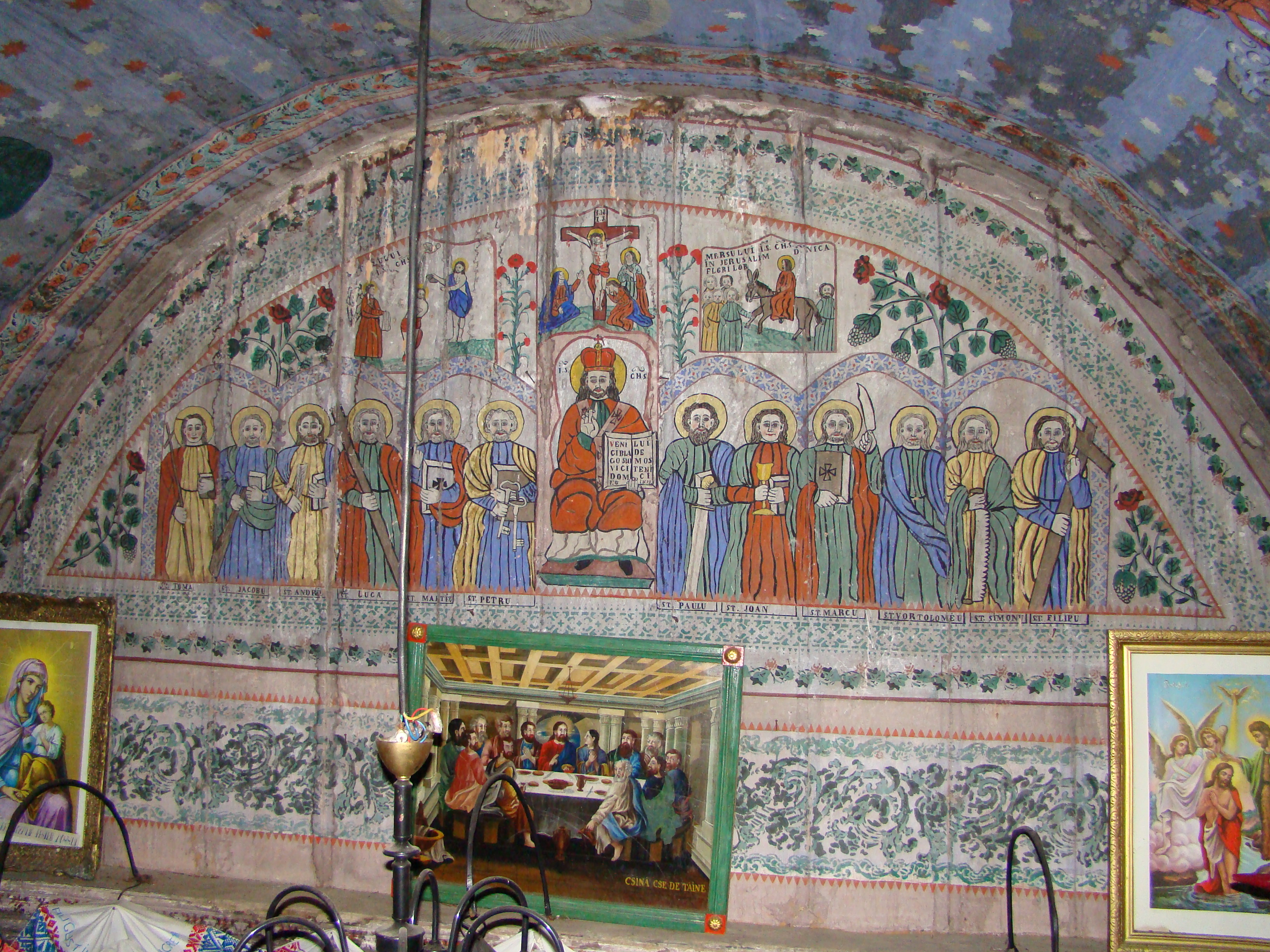
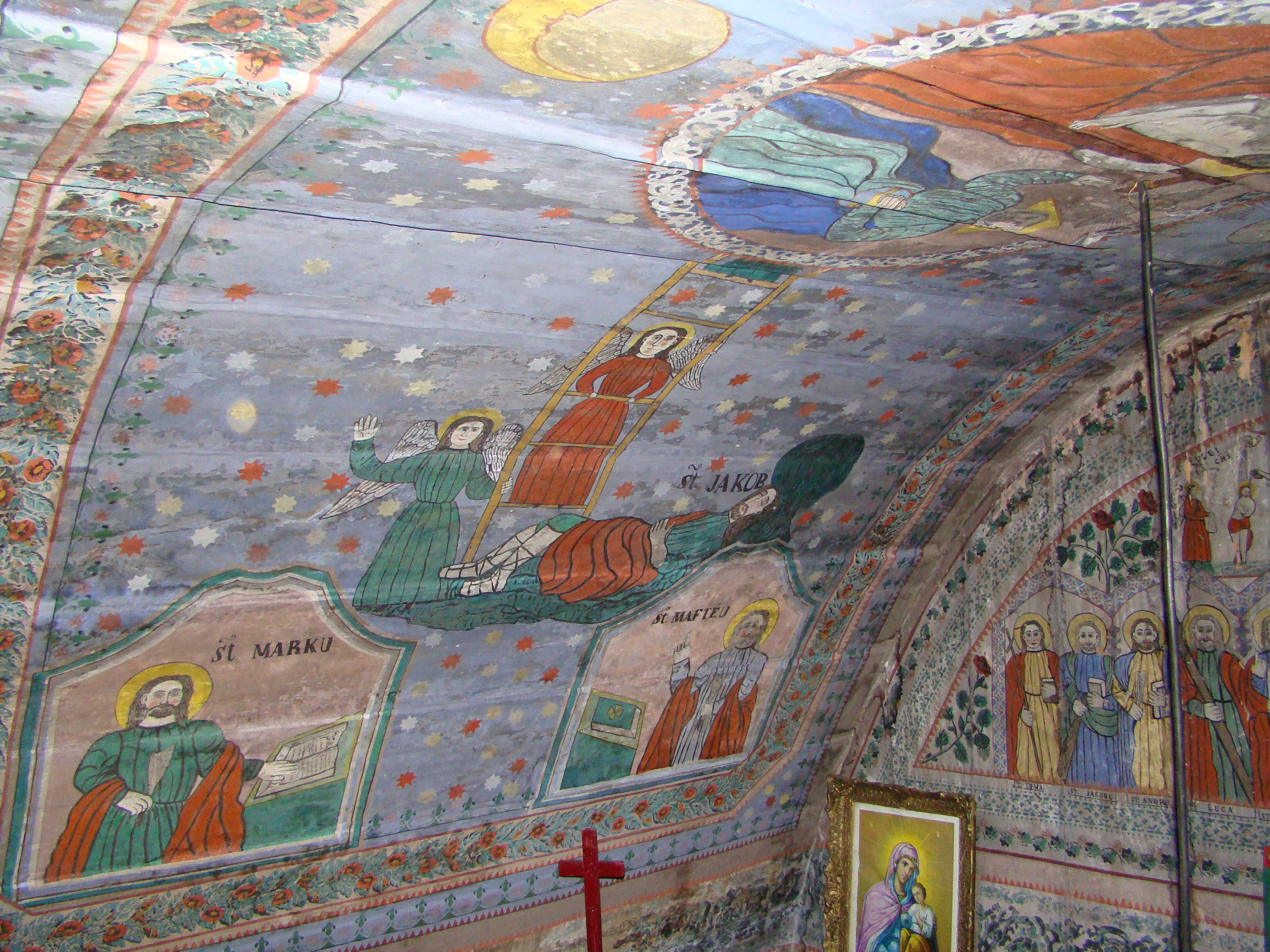
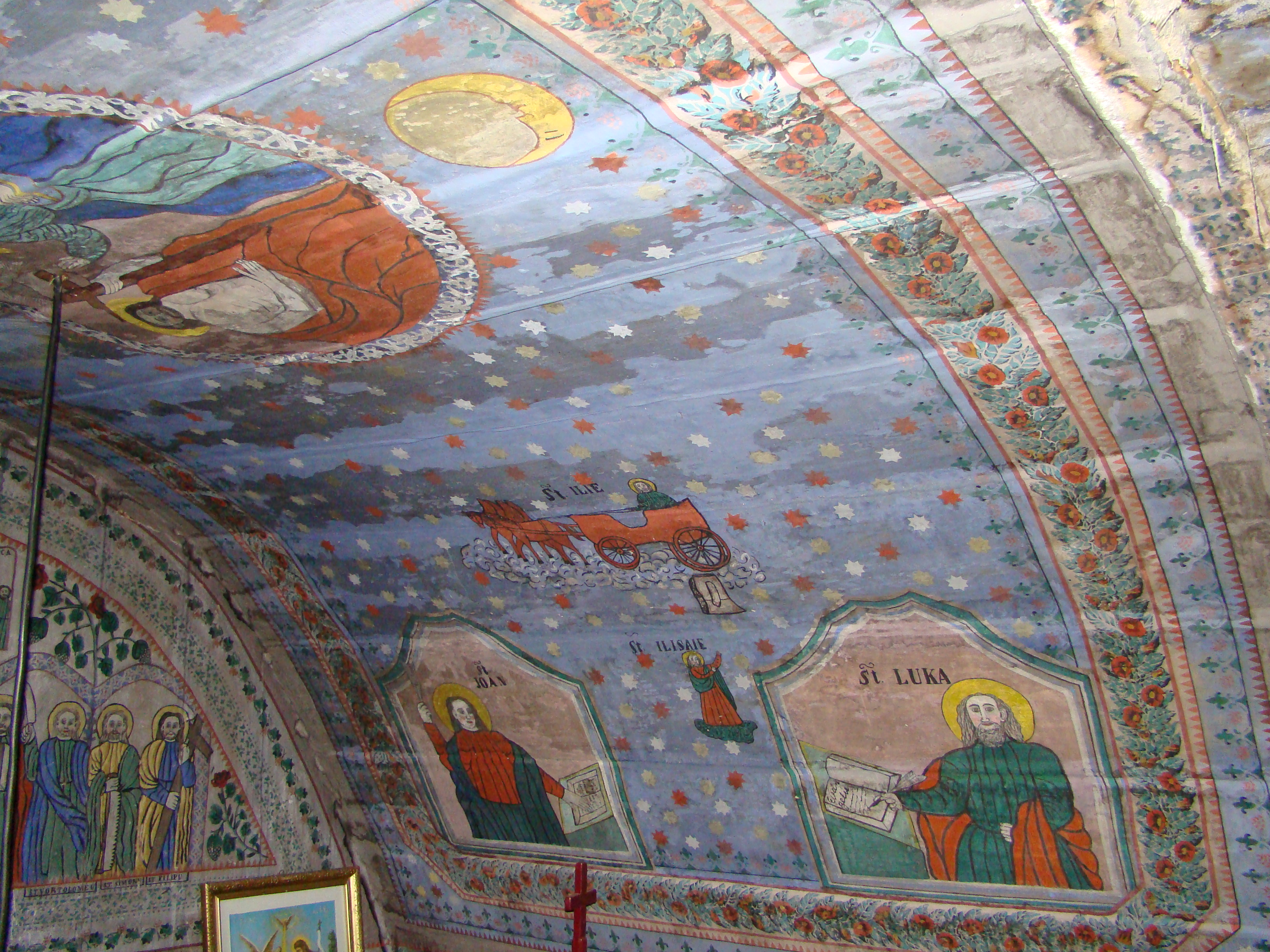